# Malaysia Airlines Flight 17
Malaysia Airlines Flight 17 (MH17/MAS17) var en flyvning med Malaysia Airlines, der blev skudt ned den 17. juli 2014. Flyet, et Boeing 777-200ER, var på vej fra Amsterdam til Kuala Lumpur i Malaysia med 298 personer om bord. Pro-russiske oprørere i det østlige Ukraine ønskede en øjeblikkelig våbenhvile og Ruslands præsident Vladimir Putin sagde Rusland "ville gøre alt for at bidrage til at tegne et objektivt billede af hændelsen".
Flyet forsvandt fra radaren to timer og et minut efter at være lettet fra Amsterdam og styrtede ned ved landsbyen Hrabove i Donetsk oblast, tæt ved grænsen til Luhansk oblast, idet flyet nærmede sig Ukraines grænse til Rusland. Nærmeste større by, noget syd for nedstyrtningsstedet, er Torez. Nedstyrtningsområdet er kontrolleret af prorussiske militser, der har udråbt Folkerepublikken Donetsk i området.
Oprindelige rapporter angav, at der var 280 passagerer om bord på flyet tillige med 15 besætningsmedlemmer. Senere oplysninger har angivet antallet af passagerer til 283, idet der tillige var tre spædbørn ombord, der ikke var medtaget i de oprindelige oplysninger, hvorved det samlede antal ombordværende udgjorde 298. Samtlige ombordværende er omkommet.

## Flyet
MH Flight 17 blev fløjet med en Boeing 777-2H6ER, serienummer 28411, registreringsnummer 9M-MRD. Flyet var den 84. Boeing 777, der var produceret. Det fløj første gang den 17. juli 1997 og blev leveret som ny til Malaysia Airlines den 29. juli 1997. Flyet drives af to Rolls-Royce Trent 800-motorer og er designet til at kunne have 282 passagerer ombord. Flyet havde fløjet 43.000 timer og havde 6.950 starter og landinger inden nedskydningen.
Boeing 777, der blev introduceret i 1995, er generelt anset for at være et af de sikreste fly i verden med en sikkerhedshistorie, der er blandt de bedste i verden. Efter at være blevet taget i drift i 1995 har der alene været fire alvorlige ulykker med Boeing 777 (pr. juni 2014):
- British Airways Flight 38 i januar 2008, hvor en 777'er styrtede ned kort før landing
- En brand i cockpittet på en parkeret EgyptAir 777-200 i Cairo International Airport i 2011
- Asiana Airlines Flight 214 i juli 2013, hvor en 777'er styrtede ned kort før landing i San Francisco.
- Malaysia Airlines Flight 370, der forsvandt den 8. marts 2014 og fortsat eftersøges.

### Ombordværende
| Nationalitet   | Passagerer | Besætning | Total |
| -------------- | ---------- | --------- | ----- |
| Australien     | 27         | 0         | 27    |
| Belgien        | 4          | 0         | 4     |
| Canada         | 1          | 0         | 1     |
| Filippinerne   | 3          | 0         | 3     |
| Holland        | 193        | 0         | 193   |
| Indonesien     | 12         | 0         | 12    |
| Malaysia       | 28         | 15        | 43    |
| New Zealand    | 1          | 0         | 1     |
| Storbritannien | 10         | 0         | 10    |
| Tyskland       | 4          | 0         | 4     |
| Total          | 283        | 15        | 298   |
| Fodnote 1. 2.  |            |           |       |

Malaysia Airlines har frigivet den komplette passagerliste.

## Nedskydningen
Medier har rapporteret, at den daværende militære militsleder, Igor Strelkov, også kendt som Igor Girkin, klokken 13:50 UTC meddelte, at et Antonov An-26-transportfly var blevet skudt ned over Torez-distriktet. Informationen er hentet fra en pro-separatistisk side på vKontakte, der er en russisk tilsvarende Facebook-side, men ikke separatisternes officielle informationsside.
Om aftenen den 17. juli 2014 offentliggjorde det russiske nyhedssite lifenews.ru følgende meddelelse "Den 17. juli blev et An-26 transportfly fra det ukrainske luftvåben skudt ned nær landsbyen Rassypnoje ved byen Torez i Donetsk Oblast oplyser militsfolk. Ifølge dem styrtede flyet ned nær "Fremskridtsminen" udenfor beboede områder. Militsen fortalte til lifenews, at de havde set en An-26 over byen, der blev ramt af en raket, som medførte en eksplosion og flyet ramte jorden og efterlod sort røg. Vragdele faldt ned fra himlen." Det russiske nyhedsbureau, TASS, rapporterede at militser fra Folkerepublikken Donetsk oplyste de havde nedskudt et An-26 transportfly.
Den ukrainske efterretningstjeneste SBU har offentliggjort lydfiler, der hævdes at være aflyttede telefonsamtaler mellem identificerede pro-russiske oprørere, hvorunder oprørerne omtaler nedskydningen af flyet. Disse telefonsamtaler blev bl.a. afspillet på dansk TV. Ægtheden af optagelserne er omdiskuteret, idet det er hævdet, at der er sket en sammenklipning og informationer indlejret i selve videoen påstås at vise, at den er produceret før nedbringelsen af MH17.
De pro-russiske separatister afviser at have været involveret i nedskydningen af flyet.
Vestlige militære analytikere anser det for sandsynligt, at flyet er skudt ned ved brug af et sovjetisk udviklet Buk-missil.
Ved nedskydningen befandt flyet sig i en højde af 33.000 fod. Der var indført en flyveforbudszone under 32.000 fod. Malaysian Airlines MH17 havde bedt om at flyve i 35.000 fod, men blev af ukrainske myndigheder sat til 33.000 fod på grund af øvrig trafik. På grund af vejrforhold var MH17 derudover cirka 7 km fra den officielle luftkorridor i retning mod krigszonen på nedstyrtningstidspunktet.

## Opklaringsarbejdet
Opklaringsarbejdet er ikke tilendebragt.
Inden for to timer efter nedskydningen fandt en forudaftalt telefonsamtale mellem USA's præsident Barack Obama og Ruslands præsident Vladimir Putin sted. I følge Kreml informerede den russiske leder sin amerikanske modpart om indholdet af en rapport, han havde modtaget fra 'de russiske luftfartsmyndigheder' umiddelbart før samtalen vedrørende nedstyrtningen af MH17.
Senere samme dag (amerikansk tid) talte både Obama og vicepræsident Joe Biden med den ukrainske præsident Petro Poroshenko, der kaldte nedskydningen for en terrorhandling. En rådgiver for det ukrainske indenrigsministerie havde på sociale medier oplyst at MH17 var nedskudt med et Buk-missilsystem.
Der foregår to sideløbende officielle undersøgelser, henholdsvis en hollandsk strafferetlig undersøgelse og en international undersøgelse, der benævnes Joint Investigation Team (JIT). Den strafferetlige undersøgelse er den største i hollandsk historie.
Ukraine, Holland, Australien og Belgien indgik d. 8. august 2014 en fortrolighedsaftale, der hemmeligholder JIT-undersøgelsen. Kun hvis der er enighed mellem alle parter må informationer offentliggøres. Hollandske parlamentsmedlemmer har forgæves forsøgt at få indsigt i den konkrete aftale og relaterede dokumenter. Fra 1. december 2014 blev Malaysia inddraget i gruppen som medlem.
Den 13. oktober 2015 offentliggjorde de hollandske myndigheder den endelige undersøgelsesrapport, der konkluderer MH17 blev skudt ned med et missil fra et BUK-system. Den strafferetlige undersøgelse har dog ikke tilsluttet sig samme konklusion, da beviserne endnu ikke understøtter kravene til en straffesag.
Den 15. december 2015 sagde hollandske eksperter i strafferet, at de forudså en række problemer med straffesagen, da størstedelen af efterretninger og beviser synes at være forfalsket. Jura-professor Theo de Ross henviste overfor avisen De Telegraff til telefonaflytninger foretaget af SBU samt deres involvering i indsamlingen af lig- og vragrester. Han påpegede at SBU i perioden har været indblandet i en række forbrydelser på topniveau.

### Møde i FN
Dagen efter nedskydningen, den 18. juli 2014 kl. 10:10 lokal tid, blev der afholdt møde i FN i New York, der startede med et minuts stilhed for ofrene. FN's vice-generalsekretær Jeffrey Feltman sagde, at der endnu ikke fandtes uafhængige bekræftelser af omstændighederne, men at generalsekretær Ban Ki-moon var alarmeret over hvad der så ud til at være "troværdige talrige rapporter" som tydede på et sofistikeret jord-til-luft missil var årsagen.
Generalsekretæren sagde, at "der tydeligvis var brug for en fuld og gennemsigtig international undersøgelse" og konstaterede volden i området var øget efter den ukrainske præsident 30. juni havde opsagt en ti dages våbenhvile.
Rådets medlemmer udtalte sig herefter på skift og alle udtrykte på forskelligvis deres kondolence med ofrene og deres pårørende og deres støtte eller krav om en fuld, tilbundsgående og uafhængig international undersøgelse.
 Storbritannien sagde de tidlige indikationer tydede på MH17 var nedskudt med et jord-til-luft missil og opremsede tidligere nedskydninger, herunder et An-26 militært transportfly der var nedskudt den 14. juli. Rusland blev desuden beskyldt for at at levere logistisk støtte, kampvogne og andet militært udstyr til oprørene.
 USA's Samantha Power delte amerikanernes vurdering og sagde at MH17 blev "nedskudt med en SA-11 [Buk M1] fra et separatist-kontrolleret område". De eneste våbensystemer i området der ville være i stand til at ramme MH17 i 10 km højde var SA-11, SA-20 og SA-22.
Power sagde, at et SA-11 system blev set tidligt torsdag nær byen Zahnitkiv af en vestlig journalist og separatister blev set timer før hændelsen med en SA-11 tæt på hvor flyet styrtede. Separatister havde oprindeligt påtaget sig ansvaret for nedskydningen af et militærfly og lagt videoer på sociale medier, hvor de havde pralet af det, men havde senere slettet disse. På grund af kompleksiteten af SA-11 er det ikke usandsynligt separatisterne har fået teknisk assistance fra russisk personel. Ukrainerne har SA-11 systemer i deres arsenal, men har ikke affyret et eneste missil siden krisens start på trods af adskillige angivelige krænkelser af deres luftrum af russiske fly.

### FN-resolution
Den 21. juli (22. juli, australsk tid) tilsluttede FN's sikkerhedsråd sig enstemmigt en australsk fremsat resolution resolution 2166 (2014) omkring undersøgelse af nedbringelsen af MH17.
Resolutionen understreger behovet for en fuld, grundig og uafhængig international undersøgelse af nedstyrtningen og kræver ophør af alle militære aktiviteter i området, så der kan gives sikker og uhindret adgang til undersøgelsesmyndigheder.
Resolutionen fremfører følgende 14 punkter [forkortet]
1. Fordømmer nedbringelsen, der kostede 298 liv.
2. Gentager sin dybeste sympati og kondolence til ofrenes familier og lande.
3. Støtter en fuld, grundig og uafhængig undersøgelse efter internationale standarder.
4. Anerkender Ukraines fremadrettede indsats for at koordinere opklaringsarbejde med internationale eksperter og organisationer. Alle lande opfordres til at bistå med ønsket assistance i forhold til civil og strafferetlige undersøgelser.
5. Udtrykker alvorlige bekymringer i forhold til utilstrækkelig og begrænset adgang til nedstyrtningsområdet.
6. Kræver at bevæbnede grupper, der kontrollerer nedstyrtningsområdet og omkringliggende områder sikrer integriteten af bevismateriale og øjeblikkeligt giver sikker, fuld og uhindret adgang til myndigheder, så som OSCE og ICAO.
7. Kræver at alle militære aktiviteter i området ophører.
8. Insisterer på en værdig og professionel behandling af omkomne.
9. Opfordrer alle lande og aktører i regionen til fuld samarbejde omkring opklaringen.
10. Bifalder repræsentanter fra Ukraine, Rusland og OSCEs forpligtende tilslutning til at resolutionen fuldt implementeres.
11. Kræver at de ansvarlige for hændelsen stilles til ansvar og alle lande samarbejder om dette.
12. Henstiller alle parter til at overholde internationale standarder og kræver at alle lande og aktører afholder sig fra voldshandlinger rettet mod civile fly.
13. Bifalder fuldt samarbejde med FN som tilbud fra FNs generalsekretær i opklaringen og anmoder generalsekretæren om at identificere mulig støtte fra FN og rapportere til sikkerhedsrådet om relevant udvikling i efterforskningen.
14. Beslutter at være forpligtet af sagen.

Rusland tilsluttede sig resolutionen på betingelse af ændringer i første udkast, så den ikke udpegede skyldige og betegnelsen "shooting down" (nedskydning) som årsag, til "the downing" (nedbringelsen).

### Adgang til nedstyrtningsområdet
De pro-russiske separatister i Donetsk-området har tilkendegivet, at der vil blive givet sikker, fuld og ubegrænset adgang til nedstyrtningsområdet for oprydning og undersøgelser af vraget under forudsætning af en våbenhvile med regeringen i Kijev.
Pr. 20. juli er der dog ikke givet Ukraines myndigheder adgang til området. Internationale efterforskere er nået frem til området, men klager over, at der ikke er ubegrænset adgang til området, og at ligene er blevet flyttet, ligesom nedstyrtningsområdet ikke har været tilstrækkelig sikret.
Repræsentanter fra OSCE ankom til området om eftermiddagen den 18. juli, men forlod området igen 75 minutter senere, da separatisterne ikke ville give dem uhindret adgang til området. OSCE-repræsentanterne er senere vendt tilbage til området, men er endnu ikke blevet givet ubegrænset adgang til området pr. 20. juli.
Ukendte gerningsmænd har plyndret ulykkesstedet - tasker og kufferter ligger åbnede og gennemrodede, pengepunge er tømt for kontanter og hollandske banker har forhåndsspærret ofrenes kreditkort for at undgå at de misbruges. Flere gange afleverede lokale frivillige på ulykkesstedet pas og tegnebog med id- og kreditkort til en chokeret BBC-journalist på stedet og bad om det blev overbragt til "de rette folk". En journalist fra britiske Sky News gennemrodede en kuffert fra ulykkesstedet på live tv, hvilket medførte kritik og en efterfølgende undskyldning fra tv-stationen.
Internationale eksperter, der skal undersøge flyvraget er ankommet til Ukraine, men har pr. 28. juli endnu ikke haft uhindret adgang til vraget. Efterforskningen er blevet yderligere forsinket af, at ukrainske styrker har forsøgt at generobre området fra separatisterne for at sikre efterforskerne adgang.
Den 1. august, to uger efter nedstyrtningen, nåede et hold af 70 hollandske og australske eksperter under ledelse af OSCE frem til nedstyrtningsstedet nær landsbyen Grabovo. Efter en kort tale fra den lokale separatistleder og et minuts stilhed kunne de for første gang påbegynde arbejdet.
Den 31. oktober oplyste den hollandske premierminister, at det var lykkedes at finde flere ligrester på nedstyrtningsstedet.

#### Fundne fragmenter og vragdele
Den 16. april 2015 skrev den hollandske korrespondent, Jeroen Akkermans, fra RTL News at han efter flere besøg på nedstyrtningsområdet over måneder havde set bevismateriale forblive i urørt tilstand. Han havde derfor hjemtaget fragmenter, hvoraf mindst tre er sat i forbindelse med et 9M317 BUK jord til luft-missil af tyske eksperter. Fragmenterne er/vil herefter overdrages til undersøgelsesmyndighederne, der dog understreger, at der ikke må være skyggen af tvivl om, at fragmenterne har forbindelse til nedskydningen.
Den 8. august 2015 rettede den britiske journalist, Graham Phillips, en skarp kritik mod de hollandske undersøgelsesmyndigheder for at være amatøragtige og for at gennemføre den værste nedstyrtningsundersøgelse i luftfartshistorien. Graham Phillips har dækket konflikten fra start, først for Russia Today og senere som freelance i separatist-kontrolleret område, efter at være tilbageholdt af ukrainske myndigheder og udvist med indrejseforbud.
Phillips har løbende fundet vragdele som han har fotograferet og informeret undersøgelsesmyndighederne om. Den 22. juli var han via lokale bl.a. kommet i besiddelse af en luftfordelingsenhed der bærer tydeligt præg af eksplosionsskader og som i følge Phillips derfor er en væsentlig brik i opklaringen. Phillips beskyldte undersøgelseskommissionen for at være uinteresserede i at modtage denne og andre vragdele og offentliggør mailkorrespondance som dokumentation herpå.
Den 11. august 2015 oplyste den hollandske anklagemyndighed og undersøgelsesmyndighederne, at man havde fundet fragmenter, der muligvis kunne stamme fra et BUK jord til luft-missil, men at der ikke kunne drages konklusioner før en sammenhæng mellem fragmenterne og nedskydningen var påvist. Undersøgelsesmyndighederne anser en jord til luft-nedskydning som mest sandsynlig, men undersøger også luft til luft-nedskydning. Konklusionen på fragmenterne vil indgå i den endelige rapport.

#### De sorte bokse
Der har i medierne cirkuleret oplysninger om, at flyets sorte bokse er fundet kort efter styrtet. Der er dog modstridende oplysninger om, hvem der er i besiddelse af de sorte bokse. Kort efter styrtet oplyste medier, at boksene var fundet. Nogle medier oplyste, at boksene var overgivet til Ukraine, andre at separatisterne var i besiddelse af boksene og andre hævdede, at de var overgivet til Rusland.
Ukraines sikkerhedstjeneste offentliggjorde lydfiler, der hævdes at være aflyttede telefonsamtale mellem separatister umiddelbart efter styrtet, hvor det understreges de sorte bokse skal udleveres til Rusland.
Tre dage senere, den 20. juli meddelte separatisterne, at de var i besiddelse af boksene, og at de ville blive overgivet til efterforskerne. Først fire dage efter styrtet blev de sorte bokse udleveret til repræsentanter fra Malaysia under en ceremoni, der af medier blev betegnet som "surreel".
Europæiske regeringer ville ikke legitimere oprørerne, hvorfor udleveringen af lig og sorte bokse trak ud. Den malaysiske premierminister, Najib Razak, tog derfor direkte kontakt til oprørslederen, Aleksandr Borodaj, og aftalte over to telefonsamtaler udlevering af de sorte bokse. Oprørerne havde angiveligt tænkt sig at udlevere boksene til Moskva og krævede i stedet, at udlevering skulle ske til en person tæt på premierministeren. I kraft af aftalen fik en malaysisk oberst overdraget de sorte bokse i overværelse af den internationale presse i Donetsk.
I en senere dokumentarfilm hævder Aleksandr Boradaj, at det malaysiske hold blev beskudt af ukrainske fly og artilleri i deres forsøg på at nå frem til nedstyrtningsstedet.
Den 22. juli blev boksene overdraget til de hollandske undersøgelsesmyndigheder i Kijev lufthavn. De blev herefter ledsaget af undersøgelseseksperter fra flere lande til Farnborugh, England, hvor udtrækning af data foregik.

### Beviser og påstande i medier
Flere dage efter nedskydningen er der fortsat ikke påbegyndt en systematisk analyse af vraget og årsagerne til styrtet. Observatørerne fra OSCE har rapporteret, nedstyrtningsstedet ikke er sikret, og at mange lokale samt tv-hold har adgang til stedet, hvor vragrester, bagage og andet materiale fra flyet flyttes rundt. De pro-russiske separatister havde fjernet mange lig og ligrester, der var blevet placeret i togvogne. Observatørerne fik mulighed for at kigge ind i vognene, men det havde ikke været muligt at optælle, hvor mange lig, der er samlet i vognene før sent den 21. juli. Toget med ligdelene begyndte den 22. juli at køre mod den vestlige del af Ukraine.

#### Amerikanske satellitbilleder
Den 20. juli skrev en prisvindende journalist fra Iran-Contra-skandalen, at den amerikanske efterretningstjeneste var i besiddelse af detaljerede satellitbilleder af det sandsynlige missilbatteri brugt til nedskydning. Billederne skulle angiveligt vise ukrainske regeringsstyrker i uniform og artiklen hentyder at årsagen til nedskydningen er fuldskab blandt udisciplinerede berusede soldater.

#### SBU: Russiske lejesoldater ville nedskyde Aeroflot men tog fejl
Den 7. august 2014 fortalte den daværende chef for den ukrainske sikkerhedstjeneste, SBU, at russiske lejesoldater og lokale havde planlagt et kynisk angreb på et russisk Aeroflot fly, AFL-2074, men på grund af fejlplacering af BUK-systemet blev MH17 nedskudt i stedet.
Årsagen til at nedskyde et russisk passagerfly skulle være en false flag operation, der ville legitimere en fuldskala russisk invasion af Ukraine idet en 'korrekt' placering ville have forårsaget nedstyrtning i ukrainsk kontrolleret (ATO) område.

#### Øjenvidner
Samme dag som nedskydningen bragte NBC News en video optaget kort efter nedskydningen, hvor der ses røg fra vraget i horisonten. NBC citerer en ukrainsk minearbejder, Andrej Tarasenko, for at have set affyringen i form af røgspor fra jorden, hvorefter han hørte en eksplosion og røg fra nedstyrtningen 20 sekunder senere. Vidnet så aldrig MH17 og vurderer, at han var ca. 16 km fra nedstyrtningsstedet. Hans kammerat har optaget videoen, der blev lagt på YouTube, hvori der ses røg fra nedstyrtningsstedet, men ikke spor efter en jord til luft-missilaffyring. Videoen blev bl.a. anvendt i en nu slettet statusopdatering, se 'Separatister pralede med nedskydning'.
Den 22. juli 2014 bragte Al-Jazeera en artikel, hvori et lokalt øjenvidne fortæller, at han så et andet fly bag Boeing-777. "Det var et ukrainsk jagerfly, der fløj lige bag flyets hale. Så whoosh! Og en høj eksplosion. Der var et nyt brag, og vi så dele falde ud af skyerne." Øjenvidnet er sikker på det var et ukrainsk jagerfly, der efterfølgende fløj mod sydvest tilbage til Ukraine.
Den 23. juli bragte BBC's russiske afdeling en videoreportage, hvor tre lokale øjenvidner fortæller de så et militærfly der fløj under MH17 og to eksplosioner umiddelbart før nedstyrtningen. En repræsentant fra Ukraines sikkerhedstjeneste (SBU) fortæller, at MH17 er nedskudt med et BUK M1 system, der ankom på en blokvogn til Donetsk om morgenen og efterfølgende blev opsat nær byen Rorez i området nær Snezjnoje. Det lykkedes ikke journalisten at finde vidner på affyringen nær Snezjnoje, men Sergej Godavanetc, der identificeres som leder af folkemilitsen i Snezjnoje, siger at kampfly ofte gemmer sig bag de civile fly inden de angriber og at der nu ikke længere flyver civile fly over området. Han fortæller derudover, at folkemilitsen ikke er i besiddelse af våben til at nedskyde højtflyvende fly, men omvendt ville anvende disse såfremt de var sikre på det ikke var civile fly. I en video uploadet på YouTube af separatister en måned før nedskydningen, fortæller en kvindelig militssoldat fra Sloviansk, at et ukrainsk kampfly har skjult sig bag et passagerfly umiddelbart før og efter et bombeangreb. I videoen siger hun "De [ukrainsk militær] ville provokere militsen til at nedskyde passagerflyet. Det ville medføre en global katastrofe. Civile ville blive dræbt. Så ville de sige terrorister havde gjort det."
Kort efter nedtog BBC reportagen, hvilket udløser kritik fra en række brugere. BBC begrunder dagen efter nedtagningen med, at reportagen ikke levede op til redaktionelle standarder idet den skulle have indeholdt yderligere spørgsmål fra journalisten, en ekspertvurdering og sat emnet i en bredere kontekst. BBC vil genudgive reportagen efter bearbejdning. Pr. 25. august 2014 er dette ikke sket.
Den 25. juli kommenterede en talsmand på fra OSCE på teorier om nedskydning af MH17 fra et ukrainsk militærfly med maskinkanon, der understøttes af hvad der ligner skudhuller i cockpit-delen. Militære eksperter har oplyst, at hullerne kan være fragmenter fra et missil, der eksploderer før det træffer sit mål.
Den 23. december 2014 bragte den russiske avis, Komsomolskaja Pravda, et interview med en uidentificeret ukrainsk borger, der fortalte at han på nedskydningsdagen var på Aviatorskoje flybasen nær Dnipropetrovsk. Her så han flere Sukhoj-25-fly forlade og returnere til basen. "Cirka en time før Boeing-nedstyrtningen var tre jagerbombere blevet beordret i luften. En af dem havde luft til luft-missiler. Det var en Sukhoj-25." Da den landede var det uden missiler og en skræmt pilot blev hjulpet ud mens han sagde "Forkert fly". Senere på aftenen havde piloten angiveligt sagt, at han "var på det forkerte sted på det forkerte tidspunkt".
Vidnet identificerer piloten ved efternavn og sociale medier har efterfølgende fuldt identificeret piloten. Undersøgelsesmyndigheder i Rusland har udsat vidnet for en løgnedetektor, som ikke gav anledning til at tro han talte usandt og er parate til at dele beviser med den internationale undersøgelse. Vidnet er placeret i vidnebeskyttelsesprogram.
Ukraines Sikkerhedstjeneste (SBU) har oplyst, at piloten ikke fløj d. 17. juli og at flyet blev sendt til reparation dagen før nedskydningen.
På en video lagt på YouTube d. 30. maj 2015 af hollandske Max van der Werff siger en lokal pensioneret minearbejder, Bulatov Lev Aleksandrovitj, at han så nedskydningen af MH17 af et jagerfly med egne øjne og ved hjælp af sin kikkert. Vidnet har talt med flere udenlandske undersøgere og er villig til at tage en løgnedetektortest.
Havarirapporten har ikke fundet bevis for tilstedeværelse af andre fly i nærheden af MH17 på nedskydningstidspunktet.

#### Ofre fundet med iltmasker
Den 9. oktober 2014 oplyste den hollandske udenrigsminister Frans Timmermanns i et talkshow, at et af de australske ofre var fundet med påført iltmaske og alle passagerer således ikke døde øjeblikkeligt, som eksperter har påstået. Dagen efter undskyldte han at afsløringen havde fundet sted forinden de pårørende var blevet informeret.

#### Hemmelig tysk rapport
Den 19. oktober bragte Der Spiegel en historie om, at chefen for den tyske efterretningstjeneste BND den 8. oktober havde præsenteret medlemmer af det tyske parlamentariske kontroludvalg for en detaljeret analyse. BND påstår at være i besiddelse af "rigeligt med beviser" og at analysen er baseret på satellitfotos, andet billedmateriale og vidneudsagn fra tilfangetagne separatister. Den konkluderer at pro-russiske separatister nedskød MH17 med en erobret BUK fra en ukrainsk militærbase. Analysen konkluderer derudover, at ukrainske fotos er manipuleret og at russiske påstande om jagerfly er falske (se Russiske Spørgsmål). Selve analysen eller beviser fra den er ikke fremlagt og BND har ikke selv kommenteret på historien.
Den 20. oktober oplyste det ukrainske forsvarsministerie, at det var faktuelt forkert, at separatister nogensinde havde erobret et BUK-system. "På tidspunktet [29. juni], hvor terroristerne fik kontrol med militærbasen var der kun ældre og ubrugelige køretøjer", sagde Forsvarsministeriet til Interfax. Separatistleder, Andrej Purgin, har oplyst, at de ikke har folk med den nødvendige militære ekspertise til at affyre BUK-missiler. Tyskland har officielt afvist at kommentere på rapporten med henvisning til at BND rapporterer til Forbundsdagens kontroludvalg, hvor informationerne er hemmelige. Lederen af de russiske luftfartsmyndigheder gentog ønsket om en omfattende, åben og objektiv undersøgelse og fandt det svært at kommentere på oplysninger bragt i Der Spiegel.

#### Tysk medie i jagt på sandheden
Den 9. januar 2015 udgav det tyske nonprofit-medie Correct!V en undersøgelse der efter eget udsagn havde medført en kæde af beviser for hvem der nedskød MH17. Corret!V har besøgt Østukraine og Moskva og har derudover talt med en række personer med kendskab til militære forhold, hvoraf de fleste er anonyme. Undersøgelsen baserer sig i øvrigt af konklusioner fra Bellingcat.
Reportagen konkluderer, at russiske tanks er kørt ind i Ukraine og disse har været beskyttet af antiluftskyts, da dette er standard i det russiske militær. Et anonymt vidne siger, han har set russiske tanks, hvorved konklusionen er, at den BUK M1 som optræder i sociale medier har været i nærheden.
Anonyme eksperter, som Correct!V har talt med afviser muligheden for at MH17 er nedskudt af et jagerfly, der så under alle omstændigheder skulle have kommet fra russisk luftrum fordi MH17 blev ramt i cockpitdelen.
Et ukrainsk jagerfly har skjult sig bag MH17 for at undgå radaridentifikation før det har smidt sine bomber. Russiske soldater har betjent BUK'en, da systemet er for komplekst for minearbejdere/separatister. Et anonymt vidne i nærheden af Zaroshchens'ke peger på det præcise affyringssted og siger han så hvorfra missilet blev affyret og missilets bane i luften.
Correct!V finder ikke vidner til den røgsøjle som en BUK-affyring efterlader og er beskrevet i undersøgelsen udarbejdet af de russiske ingeniører (se Uofficiel russisk undersøgelse).

#### Rygter om indhold af rapportudkast til opklaringsrapport
Den 15. juli 2015 skrev CNN at to [anonyme] kilder, der havde læst hele eller dele af rapportudkastet til opklaringsrapporten fortalte at nedskydningen af MH17 var sket med et 'russisk-produceret' missil. Samme dag skrev TASS at den russiske undersøgelsesmyndighed er tilbøjelig til at tro det er et ikke-russisk luft til luft-missil der nedskød MH17. De hollandske undersøgelsesmyndigheder ville hverken be- eller afkræfte oplysningerne.

#### 'Aldrig vist' Nedstyrtningsvideo på årsdag
På årsdagen for nedskydningen bragte det australske medie News Corp Australia en video optaget kort efter nedskydningen under titlen 'Aldrig-tidligere-viste optagelser afslører russisk-støttede oprørere ankommer til vraget af MH17'. Optagelsen er filmet af oprørerne selv og af følgeteksten til videoen fremgår det, at oprørerne oprindeligt troede de havde nedskudt et ukrainsk jagerfly. TV2 bragte historien under titlen 'Ny video af nedskudt passagerfly: Her opdager russerne vraget' og skriver at Personen, som filmer flyvraget er angiveligt en person, der snakker russisk og ukrainsk og som er blevet beordret til at lede efter et nedskudt militærfly. I stedet udtrykker han chok over at finde resterne af et passagerfly.
I den fulde udskrift af optagelsen er der forvirring omkring nedskydningen og militslederen siger 'dé siger at Sukhoi [SU-25 jagerfly] nedskød det civile fly og vores nedskød jagerflyet'. Senere føres en dialog i baggrunden 'Det andet [fly] er også civilt?', 'Jagerflyet nedskød det her og vores folk nedskød jagerflyet', 'De besluttede at gøre det på den måde, for at få det til at se ud som om vi har nedskudt [passager]flyet'.
Samme dag dokumenterede tv-kanalen Russia 24, at optagelserne allerede 20. juli 2014 var blevet overdraget til BBC af manden der gav ordrer og filmede, militslederen med kaldenavnet "Zhuk", som BBC interviewer. BBC konkluderer, at optagelserne giver et indblik i, hvordan en gruppe af oprørere opførte sig, men de giver ingen beviser for, hvem der nedskyd flyet. Kun en uafhængig international undersøgelse kan foretage en endegyldig konklusion.

#### Våbenfabrikant om BUK-nedskydning
Den 2. juni 2015 afholdt Ruslands største våbenproducent, statsejede Almaz-Antej, en pressebegivenhed som opfølgning på virksomhedens anke til den Europæiske Domstol over at være sanktioneret af EU for at bidrage til konflikten i Ukraine. Virksomheden mener det er grundløst at forbinde dem med nedskydning af MH17.
På pressekonferencen fremlagde Almaz-Antej bevis for, at hvis MH17 blev nedskudt af et jord til luft-missil, så er dette et 9M38-M1 missil armeret med et 9N314M1 sprænghoved fra en ukrainsk BUK M1, der udgik af produktionen i 1999, tre år før Almaz-Antej blev grundlagt. Derfor var sanktionerne grundløse i følge Almaz-Antejs direktør, Jan Novikov.
Konklusionen er baseret på en analyse af fragmentskader på MH17, og virksomheden mener, at affyringen er sket nær byen Zaroschens'ke og ikke Snizhne.
Almaz-Antej sagde desuden de var villige til at nedskyde en udgået Boeing-777 på deres testområde under overvågning af udenlandske uafhængige eksperter og verdens ledende flyproducenter.
Almaz-Antej opfordrede USA om at frigive billeder og information fra den amerikanske satellit, som de bekræftede var over området på nedskydningsdagen (Se Russiske Spørgsmål, nr. 10).
Almaz-Antej har under flere møder med de hollandske undersøgelsesmyndigheder fremlagt teknisk information om 9M38 og 9M38M1 jord-til-luft missiler, der anvendes i BUK-systemet, bl.a. om affyrings-, målsøgnings- og detoneringsalgoritmer. Den russiske repræsentation i undersøgelsen kritiserede i skarpe vendinger de hollandske myndigheder for, at disse informationer ikke var anvendt i undersøgelsen.
Om formiddagen den 13. oktober 2015, før fremlæggelsen af den hollandske havarikommissions rapport, afholdt Almaz-Antej et tre timer langt pressemøde, hvor de gennemgik forsøg foretaget med missiler på fly for at be- eller afkræfte deres konklusion fra juni måned.
I første fase af testen, foretaget sent juli, blev et missil affyret mod en model og bekræftede i følge Almaz-Antej konklusionerne fra deres juni-rapport.
I anden fase af testen, udført 7. oktober, blev konklusionen fra den internationale (ikke offentliggjorte) foreløbige rapport afprøvet ved at affyre et 9N314M sprænghoved fra et 9M38M1 missil mod et udgået Il-86 fly, der har samme aerodynamiske, tekniske og fysiske egenskaber som en Boeing-777. I følge Almaz-Antej tilbageviste eksperimentet forklaringen om at missilet var affyret fra Snezjnoje (Snizhne)-regionen og modbeviste fuldstændigt den internationale forklaring.
Almaz-Antej oplyste, at den foreløbige rapport ville angive, at MH17 blev nedskudt af et 9M38M1 sprænghoved med "I-bjælke" ammunition, der er en modifikation som tilføjer sommerfuglsformede fragmenter i en ekstra bølge af skader. Tidlige versioner af 9M38-missiler har ikke "I-bjælke", men kun firkantede fragmenter. I Sovjettiden fik Ukraine leveret disse tidlige versioner af 9M38-missilerne og Rusland fik sidst leveret disse i 1986, hvor de med en holdbarhed på 25 år udløb i 2011.
I forsøget foretaget af Almaz-Antej medførte sprængningen sommerfugleformede skader i skroget, mens disse ikke blev fundet i vraget fra MH17, hvor der kun var firkantede skader. Dette fik våbenproducenten til at konkludere, at skaderne på MH17 er sket med den tidligere generation af 9M38-missilet og konkludere deres eksperiment ikke kun tilbageviser den hollandske version om affyringen er sket fra Snezjnoje-regionen, men også at missilet anvendte 9M38M1-ammunition.
Direktøren for Almaz-Antaj, Jan Novikov, sagde, at "Det er nu helt klart, at hvis et missil blev brugt, så var det en Buk 9M38, ikke en 9M38M1, affyret fra området nær Zaroschens'ke. Det eneste vi endnu ikke forstår, er hvorfor fragmenter fra 9M38M1 er blandt beviserne". Zaroschens'ke er ca. 20 km vest for Snezjnoje-regionen.
Af den endelige havarirapport fremgår, at der blev fundet sommerfugleformede fragmenter i selve skroget, der anvendes i 9M38M1. Almaz-Antajs eksperiment demonstrerer, at disse fragmenter også laver sommerfugleformede skader på skroget, hvilket ikke er fundet på MH17. Se også Endelig opklaringsrapport.
Den 16. oktober 2015 oplyste det russiske udenrigsministerie, at man ville bede de hollandske myndigheder om at genoptage undersøgelsen, og at man var parat til at organisere arbejdet.

#### Amerikansk efterretningschef bekræfter BUK-nedskydning
I et interview til Aviation Week d. 12. august 2015 i forbindelse med en sikkerhedskonference sagde vicedirektør Susan Gordan fra National Geospatial-Intelligence Agency (NGA), at det var tjenestens vurdering, at MH17 blev skudt ned med en BUK / SA-11, men afviste at uddybe hvad der lå til grund for vurderingen. Hun tilføjede "at det i sidste ende altid er en vurdering, fordi ethvert efterretningsprodukt har usikkerheder. Og i tilfældet med et civilt passagerfly er der en retssal." .
NGA er en amerikansk efterretningstjeneste med knap 15.000 ansatte, der forbinder enorme mængder af informationer, og artiklen konkluderer derfor, at det er sandsynligt, at NGA har registreret affyringssignaturen fra satellitter i kombination med radar- og radiooplysninger.

#### Ukrainsk efterforsker: Spor af Buk missil i ofre
Den 6. oktober 2015 bragte et hollandsk medie et interview med en tidligere efterforsker og SBU-chef for Ukraine, der sagde, at der var fundet Buk-fragmenter i ofrene. Han sagde desuden, at "Ingen betvivler at flyet blev skudt ned af et Buk-missil fra et Buk-system, der var leveret fra Rusland og blev sendt tilbage efter forbrydelsen". 

#### Bellingcat
En række historier omkring MH17 har sin oprindelse i mediet Bellingcat, der er stiftet af engelske Eliot Higgins. Bellingcat er med egne ord borgerdrevet undersøgende journalistik på baggrund af open source og sociale medier undersøgelser.
Bellingcats undersøgelser mener at have bevist, at våbnet til nedskydningen var et BUK M1 våbensystem, fra Ruslands 53. anti-luftskyts brigade, der ankom til Ukraine om formiddagen og efter nedskydningen blev transporteret tilbage til Rusland.
Troværdigheden af Bellingcat og Higgins som person er omdiskuteret og kontroversiel i forbindelse med al dækning af MH17.
Higgins, der er tidligere administrativ kontoransat i en NGO, blev afskediget og begyndte i november 2012 at blogge fra sin sofa i Leicester, England om våben anvendt i krigen i Syrien ud fra billeder lagt på sociale medier. Før det arabiske forår kendte Higgins efter eget udsagn ikke mere til våben end den gennemsnitlige Xbox-ejer, "Jeg havde ikke mere viden, end hvad jeg havde lært fra Arnold Schwarzenegger og Rambo". Higgens hverken taler eller læser arabisk.
I februar 2016 udgav Bellingcat en rapport, der navngiver op til 100 russiske soldater, der har været direkte involveret eller har viden om nedskydningen af MH17. I den offentlige rapport er ansigter og navne sløret, mens den uredigerede udgave er overdraget til de hollandske efterforskere, der dog ikke har indkaldt Higgins til at afgive vidneudsagn.

### Dokumentarfilm
Der er indtil videre lavet fire russiskproducerede dokumentarfilm og en engelsk om MH17.

#### Med egne øjne
Den 14. oktober bragte den russiske Kanal 1 dokumentarfilmen "Med Egne Øjne" om nedstyrtningen og begivenhederne umiddelbart efter. Dokumentaren indeholder optagelser, der ikke tidligere har været bragt på sociale medier og interviews med havarieksperter, lokale og militsledere. Dokumentaren er en sønderlemmende kritik af opklaringsarbejdet og kritiserer konkret, at undersøgelsesmyndighederne ikke har indsamlet vragrester.

#### MH17 - den ufortalte historie
Den 27. oktober bragte Russia Today dokumentarfilmen "MH-17: the untold story", der forfølger en russisk udlægning af, at nedskydningen er sket med et ukrainsk Sukhoj Su-25-militærfly med maskinkanon og luft til luft-missil.
I dokumentaren fortæller flere øjenvidner MH17 blev nedskudt af et militærfly, selvom den ukrainske militære ledelse har benægtet der var flyoperationer på nedskydningsdagen. Dokumentaren forsøger at tilbagevise kritik af, at Su-25 ikke kan nå 10 km højde, bl.a. via interview med den tidligere øverstkommanderende for det russiske luftvåben, Vladimir Mikhajlov.
Billeder af skader i MH17s cockpit-del sammenlignes med skader på et fly, der beskydes med maskinkanon fra en Su-25.
Nedskydning med Buk jord-til-luft-missil afvises med henvisning til de manglende vidner og optagelser (Se Jord-til-luft-missil fra Buk M1).
Dokumentaren indeholder derudover optagelser af kommunikation mellem MH17, Dnipropetrovsk og Rostovs kontroltårne umiddelbart før og efter nedskydningen. Kommunikationen har tidligere været offentliggjort i afskrevet form i opklaringsrapporten.
Se Undersøgelse af mulige scenarier for den hollandske konklusion på Su-25.

#### Refleksioner om MH17
Den 16. januar 2015 bragte RT dokumentarfilmen "Reflections on MH17". I filmen konfronteres redaktøren for australske The Courier-Mail, Des Houghton, for at have bragt beskyldninger om at Rusland (Vladimir Putin) stod bag nedskydningen. Det demonstreres i dokumentaren, at en Su-25 kan nå over 10 kilometers højde ved at filme højdemåleren i cockpittet Se Mulighed 2: Militærfly. Dokumentaren er kritisk overfor den hollandske undersøgelse.
Se Undersøgelse af mulige scenarier for den hollandske konklusion på Su-25.

#### MH17: Ingen fortjener at dø på den måde
På årsdagen for nedskydningen bragte russiske RT den engelsksprogede dokumentarfilm, 'MH17: Ingen fortjener at den på den måde' med undertitlen 'et år uden sandheden'. I filmen besøger journalisten Jana Erlasjova pårørende, journalister og andre interessenter i Malaysia, Holland, Ukraine og Tyskland.
Dokumentaren er kritisk over for opklaringsarbejdet og viser bl.a. ikke-indsamlede vragdele, herunder et af sæderne fra cockpittet. Den hollandske undersøgelseskommission kontaktede efterfølgende RT for at skabe kontakt til de lokale myndigheder, så vragdelene kunne udleveres.
Nye oplysninger fra dokumentaren gav anledning til fornyet kritik af hemmeligholdelsen af opklaringsarbejdet. Den amerikanske historiker og forfatter Eric Zuesse kritiserede, at hverken malaysiske myndigheder eller de pårørende måtte åbne den forseglede kiste med liget af piloten, der var hjemsendt til begravelse. Da billeder af det efterladte pilotsæde viser et tydeligt skudhul, der ikke kan forveksles med en fragmentskade, ville en undersøgelse af liget formentlig afsløre skudhuller efter Zuesses opfattelse.

#### Konspirationsfilerne: Hvem nedskød MH17?
Engelsk dokumentar produceret af BBC, sendt første gang 3. maj 2016 på BBC 2.
Dokumentaren gennemgår en række af de historier, der har været bragt i medier og i russiske dokumentarfilm. Den nye information er et lokalt øjenvidne, der muligvis har set missilet flyve mod MH17. Den grundlæggende fortælling i udsendelsen er den samme som Bellingcats, der baserer sig på sociale medier, hvilket er den forklaring seerne efterlades med, til trods for udsendelsen ikke foretager en endelig konklusion.

### Opklaringsrapport
Den 2. september 2014 oplyste de hollandske undersøgelsesmyndigheder, der leder opklaringsarbejdet, at den endelige rapport vil være færdig omkring august 2015. En foreløbig rapport ville i løbet af få uger blive offentliggjort, men vil ikke besvare alle spørgsmål. I juli 2015 blev den endelige rapport udskudt til oktober 2015. I august 2015 oplyste den hollandske anklagemyndighed, at rapporten er yderligere udskudt til slut 2015 eller i start 2016. 
Den 9. september offentliggjordes den foreløbige rapport. Rapporten forholder sig ikke til skyldsspørgsmål eller direkte til nedskydningen. Rapporten konkluderer der ikke var tekniske fejl ved MH17, og at flyet lader til at være ramt af høj-hastighedsobjekter udefra i cockpitområdet. På baggrund af billeder af vragdele, som undersøgelsesmyndighederne på tidspunktet ikke var i besiddelse af, ser det ud til, at objekterne har trængt igennem cockpittet oven fra i venstre side.
Den 10. september kritiserede Ruslands repræsentant i FN i Russia Today i et længere interview rapporten. Russia Today er et statskontrolleret medie og udtalelserne kan derfor betragtes som Ruslands officielle kommentarer.
Han udtalte bl.a.:
- En ægte international undersøgelse af MH17 er krævet, da der er for mange huller og ubesvarede spørgsmål i rapporten. Rusland ønsker større gennemsigtighed i undersøgelsen og mindre mystik.
- Rapporten har udeladt at forholde sig til et militærfly tæt på MH17, selvom den behandler de to øvrige passagerfly i området.
- Det er meget mærkeligt, at rapporten slet ikke nævner FN Sikkerhedsråds resolution om MH17.[38] (Resolutionen forpligter stater til at bidrage til undersøgelse).
- Rusland ønsker svar på hvorfor det tog Ukraine 40 dage at aflevere optagelser af radiokommunikation mellem kontroltårn og kampfly til undersøgelsesgruppen.
- Rusland mener der er meget vigtigt med ekspertundersøgelser på nedstyrtningsstedet.

Interviewet slutter med en reference til kuppet i Kijev i februar og at de to sider beskylder hinanden for at have nedskudt MH17.
I juli 2015 sagde den ukrainske viceudenrigsminister Olena Zerkal til det ukrainske Interfax, at de hollandske undersøgelsesmyndigheder ville præsentere en rapport over deres undersøgelse på et lukket møde d. 10. august, selvom dette tidligere er blevet afvist af de hollandske luftfartsmyndigheder.

#### Endelig opklaringsrapport
Den 13. oktober 2015 udkom den endelige havarirapport fra de hollandske luftfartsmyndigheder. Rapporten blev ledsaget af en 20 minutter lang kommenteret animation.
Rapporten konkluderer bl.a.:
- MH17 blev skudt ned 16:20:03 dansk tid med et 9N314M sprænghoved fra et 9M38-serie missil, som anvendes i BUK-systemer.
- At der der ikke var beviser for andre fly, civile eller militære, i umiddelbar nærhed af MH17. Det tætteste civile fly var 33 km fra MH17.
- Missilet er affyret fra et 320 km2 område og en yderligere undersøgelse er nødvendig for at fastslå den nøjagtige position.

##### Forløb for ødelæggelsen
Efter sprængningen konkluderer rapporten at forløbet var at:
- Cockpittet brækkede næsten øjeblikkeligt af skroget og blev fundet 2,3 km fra den sidste registrerede position for flyet.
- Resten af flyet fortsatte flyvningen ca. 8,5 km mod øst før det brækkede i flere dele. Midterdelen fløj længere end bagenden.
- Tiden fra eksplosionen til de store delte ramte jorden vurderes til at være 1-1½ minut.

##### Anvendt våben
Havarirapporten konkluderer MH17 blev ramt af et 9N314M-sprænghoved der anvendes af 9M38 og 9M38M1 BUK jord til luft-missil. 
Konklusionen er baseret på en kombination af lydoptagelser fra cockpittet (triangulering), skader fundet på vraget, både sommerfugleformede og firkantformede samt skader på de tre besætningsmedlemmer. Derudover var der analyse af maling- og eksplosionsrester.
Rapporten afviser brugen af maskinkanon fra et fly, da skaderne ikke stemmer overens med skudhuller. Et luft til luft-missil afvises på baggrund af, at de sprænghoveder der anvendes i regionen, ikke matcher skaderne på skroget.
Andre afviste teorier er brand ombord på flyet eller i en brændstofstank, detonering af bombe ombord på flyet, lynnedslag og meteornedslag.

##### Affyringssted
Havarirapporten angiver ikke et præcist affyringssted, da dette arbejde falder uden for undersøgelsesmyndighedernes mandat og yderligere retsmedicinske undersøgelser er nødvendige.
Rapporten vurderer missilet er affyret fra et område på ca. 320 km2.

##### Kritik af ukrainske myndigheder
Fra slut april 2014 frem til nedskydningen blev mindst 16 ukrainske militærhelikoptere og -fly skudt ned. Hverken ukrainske myndigheder eller andre internationale organisationer gav specifikke advarsler til den civile luftfart om området.
Den 14. juli 2014 rapporterede ukrainske myndigheder offentligt og i et lukket møde med vestlige diplomater at et Antonov An-26 militært transportfly var blevet nedskudt i en højde på cirka 6,5 km. De våbensystemer som er nævnt af myndighederne er i stand til at nå samme højde som civil luftfart og måtte derfor anses som en risiko.
Den 17. juli 2014 oplyste ukrainske myndigheder, at en Sukhoj Su-25 var blevet skudt ned over Østukraine dagen før og at det efter deres opfattelse var et luft til luft-missil affyret fra russisk luftrum. Myndighederne havde oprindeligt meddelt at Su-25 var nedskudt i en højde af 8.250 meter, hvilket de senere justerede til 6.250 meter. 
Havarirapporten konkluderer at beslutningsprocessen i forbindelse med brugen af det ukrainske luftrum skete efter militære interesser. Den oprindelige beslutning om at lukke luftrummet under FL260 (Flight Level 26.000 fod - ca. 8 km) kom fra det ukrainske militær for at beskytte deres fly og de antog automatisk det også beskyttede den civile luftfart.
Ændringen den 14. juli 2014 om at lukke luftrummet op til og med FL320 (ca. 9,8 km) kom fra civile myndigheder, men den underliggende begrundelse er uklar og dette blev ikke oplyst i henhold til ICAOs retningslinjer.
De ukrainske myndigheder tog generelt ikke tilstrækkeligt hensyn til risikoen for, at civile fly kunne blive beskudt, hvilket også var tilfældet idet de intet foretog sig efter de ovenfor nævnte fly blev skudt ned i de højder skulderaffyrede Strela-missiler ikke kan ramme.

##### Andre fly i luftrummet
Havarirapporten konkluderer der ikke er bevis for andre fly i nærheden af MH17 udover andre civile rutefly, hvoraf det tætteste er 33 km fra MH17 på nedskydningstidspunktet. Flyene var Air India AIC113 (FL400), EVA Air EVA88 (FL 330) og Singapore Airlines SIN351 (FL350). To af flyene havde kurs i østlig retning mens det sidste var i vestlig retning.
Land-baserede radaroptagelser fra Ukraine og Rusland er blevet brugt af de hollandske myndigheder fra henholdsvis tre kilder.
- Primær radar, der er et system som ved hjælp af refleksionen af radiobølger viser flys position og hastighed.
- Sekundær radar, der forespørger transponder som findes i civile fly og sender information om egen position, højde og identifikation.
- Automatisk overvågning, som er en fly-baseret teknologi, hvor flyet udsender sin position, højde og hastighed til kontroltårne.

Data som modtages af antennerne betragtes som rå-data, der efterbehandles og vises på f.eks. en radarskærm. Både rå-data og hvad der vises på skærme kan optages. ICAO standarder kræver at disse optagelser gemmes i minimum 30 dage og såfremt en stat ikke kan overholde dette skal de informere ICAO, hvilket hverken Ukraine eller Rusland har gjort.
Undersøgelsesmyndighederne bad både Ukraine og Rusland udlevere data og modtog følgende.
| Type                                            | Ukraine                              | Rusland                                         |
| ----------------------------------------------- | ------------------------------------ | ----------------------------------------------- |
| Primære radardata, rå-data                      | ikke modtaget                        | ikke modtaget                                   |
| Primære radardata, efterbehandlet rå-data       | ikke modtaget                        | ikke modtaget                                   |
| Sekundære overvågningsradardata, rå-data        | modtaget                             | ikke modtaget                                   |
| Sekundære overvågningsradardata, efterbehandlet | modtaget                             | ikke modtaget                                   |
| ADS-B data (automatisk overvågning)             | modtaget                             | ikke modtaget                                   |
| Andet data                                      | Video af radarskærm, sekundære data. | Video af radarskærm, primære og sekundære data. |

De modtagne data fra ukrainske og russiske myndigheder er ikke modstridende.
De ukrainske civile primære radarstationer i området var under planlagt vedligeholdelse og derfor ikke operative.
De ukrainske militære primære radarstationer var ikke operative, i følge det ukrainske militær fordi der ikke var ukrainske militære luftoperationer i området på tidspunktet.
Den modtagne optagelse af russiske radarskærme, der kombinerer primær- og sekundær radardata, kunne ikke verificeres pga. manglende rådata. Det fremgår af rapporten af denne video ikke viser "uheld, nødhjælpskoder eller andre advarsler for MH17".
Primære radardata var til rådighed i områder 30-60 km syd, 90 km nord og 200 km vest for nedskydningsstedet.

##### Undersøgelse af skader
På vegne af den hollandske havarikommission for civil luftfart, søfart og jernbane foretog hollandske Nederlands Lucht- en Ruimtevaartcentrum (NLR) afdeling for forsvarsindustri undersøgelsen af skaderne på skroget.
På baggrund af de oprindeligt indsamlede vragdele blev der talt 304 huller/skader. Med hensyntagen til manglende vragdele blev det vurderet MH17 blev ramt af ca. 800 høj-energi objekter, der havde en størrelse på 6-14 mm.
Tætheden af skader var højst i det midterste vindue på kaptajnens venstre side, hvor der blev beregnet 250 træffere pr. kvadratmeter. Cockpit-vinduer er lamineret af flere lag af glas og plastic. Ved at analysere skaderne omkring dette område kunne det konkluderes at eksplosionen var sket på cockpittets bagbords side.
Udover skader på cockpittet blev der registreret skader på bagbords motorring og bagbords vingespids. Ved yderligere at analysere projektilbaner bekræftede dette eksplosionsstedet. Skader på motorkappen viste at disse fragmenter havde været mellem 1 og 200 mm i størrelse.
I cockpittet blev der fundet fragmenter (høj-energiobjekter) der havde penetreret flyet udefra. Et antal af disse fragmenter havde sommerfugleform.
Undersøgelsen konkluderer at skaderne på MH17 er sket med et sprænghoved der indeholder fragmenter i størrelsen 6-14 mm, hvoraf nogle er sommerfugleformet. Detoneringen er sket til venstre ovenfor cockpittet.

###### Undersøgelse af mulige scenarier
Baseret på at skaderne var sket med et våbensystem, der anvendes i regionen blev tre scenarier undersøgt. Regionen blev defineret indenfor 400 km radius fra nedskydningsstedet, hvorfor våbensystemer i anvendelse af Ukraine og Rusland blev kandidater.

###### Maskinkanon på kampfly (Su-25 Frogfoot)
Det vurderes at Sukhoj Su-25 kan nå MH17's flyvehøjde på 33.000 fod (10 km) i en kort periode, men det udelukkes at flyet kunne forfølge MH17 i denne højde, da maksimalhastigheden er 750 km/t mod MH17's faktiske hastighed på 896 km/t.
I Sovjetunionen har det siden 1983 været forbudt at anvende maskinkanonen pga. for tidlig detonation af ammunition, så siden dengang har Sukhoj Su-24 fløjet med en funktionsdygtig maskinkanon, dog uden ammunition. Det forventes også Ukraine har fortsat denne praksis.
Af en hel række grunde udelukkes maskinkanoner fra Sukhoj Su-24, Su-25, Su-27, Su-30, Su-33, Su-34, Su-35, MiG-29 og MiG-31. Eksempelvis har alle kanonerne maksimalt mellem 150 og 260 skud, hvilket ikke stemmer overens med de registrerede eller estimerede antal skader.

###### Luft til luft-missil (R-60)
Det vurderes at et R-60-missils infrarøde målsøgning ville låse på motorerne og ikke kan affyres mod cockpittet. Affyring af R-60 ville kræve at piloten vidste at han affyrede mod et Boeing-fly. R-60's sprænghoved er ikke så stort og ville have begrænset effektivitet.
Det konkluderes at skaderne ikke svarer til de fleste luft til luft-missiler og ikke stemmer overens med de fundne sommerfugleformede fragmenter i vraget.

###### Jord til luft-missil
NLR har identificeret ca. 20 forskellige jord til luft-missiler der anvendes i Rusland og Ukraine som er i stand til at ramme et mål i 10 km. højde. Alle anvender radarmålsøgning og har fragmenteringssprænghoveder. NLR vurderer at kun 9M38-serien af missiler fra BUK-familien anvender sommerfugleformede fragmenter, som blev fundet i vraget.
Undersøgelsen af jord til luft-scenarier har derfor kun omhandlet 9M38-serie-missiler der anvendes af BUK-systemer (s. 44).
Denne undersøgelse har derfor fokuseret på 9K37 BUK-jord til luft-missilsystemer med Pentagonbetegnelsen SA-11/SA-17.
Versionerne er
|              | BUK   | BUK-M1      | BUK-M1-2     | BUK-M2 |
| ------------ | ----- | ----------- | ------------ | ------ |
| Kaldenavn    | 9K37  | 9K37M1      | 9K37M1-2     | 9K40   |
| Pentagonkode | SA-11 | SA-11a      | SA-11b       | SA-17  |
| TELAR        | 9A310 | 9A310M1     | 9A310M1-2    | 9A317  |
| Missiler     | 9M38  | 9M38 9M38M1 | 9M38M1 9M317 | 9M317  |
| Indført, år  | 1979  | 1983        | 1998         | 2007   |

Selve affyringskøretøjet betegnes som en 'Transporter Erector Launcher and Radar' (TELAR) og de tre med titlen 9A310 er svære at skelne fra hinanden udefra, mens 9A317 adskiller sig med en mindre radome. I normal brug af BUK-systemer opererer flere køretøjer sammen, f.eks. et målsøgningskøretøj, en kommandopost, flere TELAR og andre støttekøretøjer.
I modsætning til sin forgænger er alle BUK TELARs i stand til at operere autonomt, men med mindre effektivitet.
Nedenfor ses kombinationen af BUK missiler og sprænghoveder, samt deres karakteristika.
| Missiltype | Sprænghoved | Fragmenttyper i sprænghovedet          |
| ---------- | ----------- | -------------------------------------- |
| 9M38       | 9N314       | fyldstof, firkanter                    |
| 9M38       | 9N314M      | sommerfugleformet, fyldstof, firkanter |
| 9M38M1     | 9N314M      | sommerfugleformet, fyldstof, firkanter |
| 9M317      | 9N318       | ukendt                                 |

Missiltyperne 9M38 og 9M38M1 ser næsten identiske ud. I NRL behandles begge missiltyper samlet under betegnelsen 9M38(M1).
Et 9M38(M1) missil er 5,55 meter langt, vejer 609 kg. Det bruger en semi-aktiv målsøgningsradar med proportionel navigation. Målsøgningen sker således fra jorden fra TELAR, der oplyser målet med en radarstråle. Den passive radar i missilets næse styrer efter radarstrålen og den proportionelle navigationsmålsøgning i missilet styrer mod det beregnede kollisionspunkt.
Efter affyring foretager missilet den første korrektion mod kollisionspunktet. Hvis målet ikke manøvrerer eller ændrer retning vil missilet følge en mere eller mindre direkte linje indtil det rammer.
9M38(M1) detonerer ved sammenstød, men har også et nærhedsbrandrør, der detonerer i umiddelbar nærhed af målet. Havarikommissionen simulerede missilets retning mod MH17, der viste at fordi sensoren er placeret i en fremadrettet vinkel opdager den passagerflyet før kroppen af missilet passerer.
Almaz-Antej har leveret tekniske specifikationer om bl.a. forsinkelsen før detonation.
9M38(M1) bærer et relativt stort fragmenteringssprænghoved på 70 kg og havarikommissionen konkluderer skaderne på MH17 stemmer overens med et sprænghoved på denne størrelse.

##### Rekonstruktion af MH17
Ifølge de hollandske undersøgelsesmyndigheder, Dutch Safety Board (DSB), blev 20-25% af flyet hvervet.

### Udlevering af beviser
Den 27. oktober 2014 bragte Der Spiegel et interview med den hollandske anklager, Fred Westerbeke, hvori han sagde, at Holland vil bede Moskva om at udlevere informationer om, at et ukrainsk militærfly havde været i nærheden af MH17. "Baseret på den tilgængelige information er en nedskydning med et jord til luft-missil det mest sandsynlige men vi lukker ikke øjnene for andre muligheder. Vi er ved at forberede en anmodning til Moskva for at få informationerne ... det inkluderer de radarobservationer som russerne mener der beviser tilstedeværelsen af et ukrainsk jagerfly i nærheden", citerer Der Spiegel ham for. Ifølge Reuters er de hollandske undersøgelsesmyndigheder kommet under hård kritik fra pårørende og politikere for at gøre for lidt for at identificere gerningsmændene.
De hollandske undersøgelsesmyndigheder har pr. 28. oktober ikke fået udleveret beviser fra USA og har i et brev til den hollandske regering skrevet "det er ønskværdigt for anklagerne at få yderligere information fra USA i forbindelse med den strafferetlige undersøgelse" og "Det er juridisk kompliceret i det amerikanske retssystem at få efterretninger udleveret til det juridiske system".
Den malaysiske ambassadør har den 29. oktober kritiseret den hollandske regering: "Til trods for gentagne anmodninger er vi ikke involveret i den fælles opklaringsgruppe, der ledes af Holland. Når det kommer til vores nationale luftfartsselskab ønsker vi at gøre ret overfor ofrene for katastrofen", sagde hun.
Den 24. november skrev Itar Tass, at Malaysia stadig ikke var blevet inkluderet i efterforskningen, som fuldgyldige medlemmer, til trods for garantier udstedt af hollandske premierminister Mark Rutte den 5. november. Den unavngivne talsmand citeres for, at Malaysias opfattelse er, at de pga. deres neutrale position omkring nedskydningen og manglende beskyldninger ikke var blevet inddraget.
Den 5. december sendte hollandske pårørende til ofrene via deres advokat et brev til premierminister Mark Rutte med ønske om at FN overtog undersøgelsen på baggrund af hollandsk forsømmelighed af undersøgelsen. Advokaten har tidligere repræsenteret de pårørende til Flyulykken på Tenerife i 1977 hvor der blev udbetalt en rekordstor erstatning på $100.000.
Fire dage efter afviste den hollandske regering anmodningen fra de 20 pårørende med henvisning til, at 11 lande har bidraget til opklaringen inklusive Malaysia, Rusland og Ukraine.
Den 19. december fortalte den hollandske FN-ambassadør til Itra-Tass, at eksperter fra Rusland og andre lande ville få adgang til indsamlede vragdele.
Den 19. december sendte den hollandske chefanklager et brev til de pårørende, hvori han beklagede undersøgelsestiden og yderligere, at "Mange medier rapporterer kun at MH17 blev nedskudt med et jord til luft-missil. Vi undersøger dette, men kan ikke lukke øjnene for andre scenarier". Af brevet fremgår desuden, at der er fundet metalpartikler, der ikke stammer fra flyet i nogle af de omkomne og disse undersøges.
Dagen efter udtalte chefanklageren i et interview, at han var ked af kritikken af undersøgelsesarbejdet og at det tog tid at indsamle beviser til en retssag. Undersøgelsesmyndighederne ser bl.a. på informationer fra internet og har talt med journalister og deres kilder for at få øjenvidneudsagn. Der findes ikke optagelser, der viser præcis, hvad der skete før, under og efter nedskydningen. Malaysia er angiveligt blevet medinddraget i undersøgelsen, årsagen til de ikke var med fra start var dels praktisk og dels at Malaysia har dødsstraf, hvilket Malaysia angiveligt nu har fraveget at anvende vedrørende MH17.
Den 8. oktober 2015 meddelte tre hollandske medier de sammen havde sagsøgt det hollandske Sikkerheds- og Justitsministerie for at få frigivet flere dokumenter vedrørende omstændighederne for nedstyrtningen. Retssagen begyndte 8. februar 2016 i retten i Utrect.
Den 13. januar 2016 skrev hollandske pårørende til den hollandske premierminister, Mark Rutte, og protesterede over de manglende primære radardata fra såvel Rusland som Ukraine.
Den 26. januar 2016 forklarede chefen for Eurocontrol til hollandske parlamentsmedlemmer, at en "planlagt vedligeholdelse" af radar skulle indrapporteres til Eurocontrol, men at de ikke havde modtaget en sådan besked.
Den 17. februar 2016 svarede den hollandske minister, van der Steur, på 13 spørgsmål parlamentsmedlemmer havde stillet angående udlevering af radardata fra såvel Ukraine som Rusland. Ministeren svarede, at den hollandske regering ikke behøvede yderligere data, og at anklagemyndigheden havde oplyst dette mundtligt til ham.

### Russisk kritik af opklaringsarbejdet
Den 22. juli 2014 sagde Ruslands ambassadør i Malaysia at det internationale samfund skulle gennemføre en fair, grundig og fuld undersøgelse ledet af ICAO.
Den 28. juli 2014 sagde den russiske udenrigsminister Sergej Lavrov, at de grundløse beskyldninger mod Rusland måtte stoppe og krævede en fuld, tilbundsgående og objektiv undersøgelse af årsagen til nedstyrtningen. Han gentog, at Rusland har fremlagt sine beviser og nu forventede "partnere i vesten at gøre det samme, for indtil nu har de kun refereret hemmeligholdte efterretningskilder uden at bidrage med beviser."
Den 19. august indkaldte Rusland til et møde i FN's Sikkerhedsråd, hvor de sagde Kijev skulle offentliggøre kommunikationen mellem ukrainsk kontroltårn og MH17 i timerne før nedskydningen, så "vi kan forstå hvorfor de ledte det malaysiske fly ind i en konfliktzone".
Den 28. august bad Rusland i FN's Sikkerhedsråd verdenssamfundet om at stoppe spekulationer om MH17 med mindre de var villige til at bidrage til efterforskningen, så som optagelser fra kontroltårnet, som den ukrainske sikkerhedstjeneste er i besiddelse af.
Den 30. august efterlyste viceforsvarsminister Anatolij Antonov i et interview med Reuters yderligere, at ukrainske myndigheder fremlagde kommunikationen mellem det, af Rusland observerede, ukrainske Su-25-militærfly og dets kommandocentral. "Hvordan kom militærflyet så tæt på et civilt fly?" og "Hvis folk siger, at et missil blev affyret fra jorden mod militærflyet, vil jeg se den militære pilot i øjnene, der brugte et civilt fly som dække, hvis det er dét der er sket", spurgte han.
Den 27. september kritiserede den russiske udenrigsminister, Sergej Lavrov, fra talerstolen på FN's topmøde i skarpe vendinger Ukraines indsats og vestens manglende engagement i opklaringen.
Den 14. og 27. oktober har russiske kanaler bragt to forskellige dokumentarfilm, der kritiserer opklaringsarbejdet. (Se Dokumentarfilm)
Den 29. oktober kaldte Rusland i følge Reuters nye forslag fra FN's organisation for civil luftfart (ICAO) for "overfladiske" og kritiserede ICAO for "stort set at have mistet sin rolle" i forhold til opklaringen af MH17.
Den 2. december bragte russiske Kanal 1 et indslag om, at Holland "glemte” at sikre vragdele med skudhuller fra nedstyrtningsstedet, der bringer interviews med anonymiserede øjenvidner om tilstedeværelsen af ukrainsk militærfly (se Øjenvidner).
Den 15. juli 2015 kritiserede den russiske menneskerettighedskommisær FN's Sikkerhedsråds (endnu ikke offentliggjorte) udkast til en strafferetlig behandling for at tillade for mange fortolkninger og for ikke at inddrage Rusland. Ruslands vice-udenrigsminister, Gennady Gatilov, sagde, at det var beklageligt Moskvas eget forslag til undersøgelse var blevet forbigået. Han kritiserede desuden at Rusland med sin ekspertise var blevet nægtet lige og fuld adgang til undersøgelsen.
Rusland nedlagde efterfølgende veto mod et forslag fra en række andre lande, se afsnittet Russisk veto mod FN-domstol.
Den 16. september 2015 sendte Ruslands officielle repræsentant i den internationale undersøgelse et brev til ICAO, med en skarp kritik af de hollandske undersøgelsesmyndigheder, DSB. Ruslands repræsentant kritiserede især at DSB's tilgang til undersøgelsen ikke overholdt grundlæggende principper for undersøgelser af lufthavari. I stedet for at undersøge skader og slutte konklusioner på baggrund af fakta havde DSB sat sig for at bevise MH17 var nedskudt med en BUK fra placeringen der blev oplyst lige efter nedbringelsen.
Et andet væsentligt kritikpunkt af DSB var, at de har ignoreret detaljerede tekniske specifikationer som fabrikanten af våbensystemet, Almaz-Antej, havde gjort tilgængelige og granatsplinter fra styrtet ikke var blevet sammenholdt med våbnet.
Den 9. februar 2016 fortalte en lederen for det organ, der repræsenterer Rusland i MH17 undersøgelsen pårørende at Rusland utrætteligt havde gjort alt i sin magt for at opklare omstændighederne. Et brev fra de pårørende, der havde skrevet til den russiske præsident, blev besvaret offentligt af vicedirektøren for det føderale luftfartsagentur. Heri blev der rettet en skarp kritik af DSB-arbejdet der blev betegnet som manipuleret.
Den 17. februar 2016 udtalte lederen for den "russiske undersøgelseskomité til opklaring af forbrydelser begået med forbudte midler og ulovlig krigsførelse" at alle indsamlede beviser modsagde DSB rapportens konklusioner.

### Tidslinje
Baseret på de tilgængelige oplysninger kan nedskydningen indsnævres til sekunderne omkring kl. 16:20. Alle tider er angivet i lokal tid, som er UTC +3. På grund af dansk sommertid svarer tidspunkterne til danske tider ved at fratrække en time.
| Tidspunkt | Hændelse |
| --------- | --- |
| 13:14     | Malaysia Airlines MH17 afgår fra Amsterdam Airport Schiphol                                                                                                  |
| 16:19:56  | Sidste kommunikation fra besætningen i MH17 til Dnipropotrovk'sk kontroltårn (Dnipro Radar, Ukraine) hvor kursændring mod punktet RND bekræftes.             |
| 16:20:00  | Dnipro Radar giver yderligere anvisninger om kursændringer efter MH17s når RND, men får ingen bekræftelse fra besætningen.                                   |
| 16:20:03  | Flydata- og cockpit kommunikations optagelser i de sorte bokse ophører. Flyet rammes af 9N314M sprænghoved fra 9M38 missil .                                 |
| 16:20     | Rostov kontroltårn (Rusland), konstaterer MH17 begynder at tabe fart.                                                                                        |
| 16:21:35  | Rostov kontroltårn opdaget et nyt fly som ikke har en IFF-transponder og derfor konkluderes at være et militærfly. MH17s hastighed er faldet til 200km/time. |
| 16:23     | MH17 forsvinder fra Rostov kontroltårns radar. |
| 16:25:35  | Militærfly forsvinder fra radar, der er indstillet til at scanne luftrummet over 5 km. højde.                                                                |
| 16:37     | Første statusopdatering på sociale medier (postet 17:41 med manuel indtastet tidspunkt 4 minutter før)                                                       |
| 16:50     | Anden statusopdatering på sociale medier. |
| 17:15     | Ukrainske myndigheder informerer Malaysia Airlines de har mistet kontakten med MH17.                                                                         |

## Sociale medier
Indhold fra sociale medier har fået en fremtrædende rolle som bevismateriale af politikere, kommentatorer og presse. Dækningen og fortolkninger i medier bør tages med forbehold for at indholdet er en del af en informationskrig.

### Separatister pralede med nedskydning
På det østeuropæiske Facebook-alternativ, vKontakte, blev der postet to statusopdateringer henholdsvis 17 og 30 minutter efter nedstyrtningen på en fanside for militsen.
Den første, som er postet 17. juli 2014 kl. 17:41 (Moskvatid) lyder: "17:37 (MSK) Besked fra militsen. Omkring Snezjnoe et An-26 netop skudt ned styrtet et sted bag Fremskridtsminen" efterfulgt af yderligere information, der ikke relaterer sig til nedskydningen. Denne opdateringsbesked er senere redigeret.
Den anden lyder: "17.07.2014 (MSK) Besked fra militsen. 'I Torez-området netop nedskudt et An-24, ligger omkring Fremskridtsminen. Advarede - flyv ikke i vores himmel. Og her er videobekræftelsen af det sidste fuglefald. Fuglen faldt som affaldsbunke, beboelsesområder ikke ramt. Fredelige folk led ikke. Og har også information om et andet nedskudt fly som Su.'"
I opdateringen er inkluderet to videooptagelser af henholdsvis 1:12 og 0:58 minutters længde. Denne opdateringsbesked er efterfølgende slettet. Videoerne (eller videoer taget på samme tid og sted) findes på YouTube og viser kun røg fra nedstyrtningen i horisonten. Oprindelsen af den ene video menes stamme fra en minearbejder, se 'Øjenvidner'.
Statusopdateringerne indeholder ikke ord som jeg eller vi, hvorfor dette ikke er indsat for læsevenlighed i den danske oversættelse.
Opdateringerne er arkiveret i det amerikanske internetarkiv, The Wayback Machine to timer efter nedstyrtningen, hvilket var første gang den pågældende vKontakte-side blev arkiveret korrekt.
Flere vestlige medier og politikere har tilskrevet såvel tekst som afsender direkte til militslederen Igor Strelkov, der på daværende tidspunkt var forsvarsminister for Folkerepublikken Donetsk og udlagt opdateringerne som et fældende bevis for en nedskydning.
Igor Strelkov har benægtet at være forbundet med opdateringerne med henvisning til, at beskeder fra ham har tydelig afsender.
To timer og 19 minutter efter den første statusopdatering blev følgende dementi postet: "17/7-14 af Sideadministrator. !!! BEMÆRK !!! Information om det nedskudte fly blev taget fra et forum der bliver brugt af lokale og militsen. På tidspunktet troede alle brugere det var endnu en nedskydning af Kijev-nazisters AN-26, vi kopierede informationen, der så vandrede på mange offentlige anti-Maidan-sider. Informationen blev ikke bekræftet af Igor Strelkov. Vi minder om at alle Strelkovs opdateringer publiceres med specielle markeringer. Alle andre beskeder får vi fra åbne kilder som blogindlæg fra militsen og øjenvidner. Strelkov selv skriver kun i et enkelt forum, vi kopierer de beskeder og de får altid specielle markeringer. Uden markering er beskeden ikke fra Strelkov, men fra åbne kilder (enten fra militsen eller fra vidner eller journalister)."

### Separatister taler om nedskydning
Den Ukrainske Sikkerhedstjeneste lagde kort efter nedstyrtningen optagelser på YouTube som bevis for separatist nedskydning med bistand fra Rusland. Den samlede optagelse består af tre samtaler, hvoraf den første (20 minutter efter nedskydningen) angiveligt er et opkald fra militslederen i Gorlovka "Dæmon", Igor Bezler, til Efterretningsoberst Vasilij Geranin fra den russiske hær. Kun i denne optagelse nævnes nedskydning, mens de øvrige omhandler at et civilt fly er nedskudt. Igor Bezler siger bl.a.: "Et fly er lige blevet skudt ned. 'Miners' gruppe. [Flyet] styrtede ned omkring Enakievo."
Igor Bezler har sagt, at den første samtale har fundet sted, men at den vedrører et nedskudt ukrainsk jagerfly dagen før over byen Jenakijevo, der høres på optagelsen. Jenakijevo ligger cirka 100 kilometer fra området hvor MH17 styrtede. En russisk ekspert i lyd- og stemmeanalyse har vurderet, at den anden samtale er en sammenklipning og dermed en forfalskning.

### BUK M1 kører fra Torez til Snizhe
En 35 sekunder lang Youtube video publiceret af den anti-russiske Euromaidans PR-gruppe 17. juli 2014, viser angiveligt en BUK, der kører vest fra Torez til Snizhe få timer før nedskydningen af MH17.

### BUK M1 transporteres efter nedskydning
En 13 sekunders video, der viser en BUK med et manglende missil, der transporteres på en ladvogn, blev et af de mest anvendte klip på sociale medier og i pressen.
Videoen blev oprindeligt offentliggjort af den ukrainske indenrigsminister, Arsen Avakov, 18. juli 2014 kl. 12:32 lokal tid med information om at den var optaget af efterretningsfolk kl. 04:50 den samme morgen, hvor den transporteres gennem Krasnodon med retning mod den russiske grænse.
Avakov skriver at dette formodeligt er missilsystemet, der i går nedskød det civile rutefly og 'De kriminelle forsøger at skjule deres spor til denne skrækkelige forbrydelse'.
Det russiske forsvarsministerie kommenterede 21. juli optagelsen, som de identificerede til at stamme fra området nær Krasnoarmejsk, der havde været under Kijevs kontrol siden 11. maj. Som bevis for påstanden oplyste de, at adressen på den lokale bilforhandler kunne læses på et billboard i baggrunden, hvilket dog er umuligt for alle der ser optagelsen.
Optagelsen er efterfølgende endelig geolokaliseret et tredje sted, en forstad til Lugansk, ca. 50 km fra Krasnodon. Forstaden var i følge ukrainske militære kort under regeringskontrol, tæt på den oprørskontrollerede Lugansk by.

### Amerikanske sociale media beviser
Den 22. juli 2014 offentliggjorde den amerikanske ambassade i Bratislava i en pressemeddelelse et billede af hvordan MH17 er blevet nedskudt. Kortet er ikke et amerikansk satellitfoto, men i stedet kommercielt kortmateriale med indtegnet flyrute og missilbane. Det amerikanske udenrigsministerium har oplyst at de markerede positioner er baseret på hemmelige efterretninger og kortet er faktuelt korrekt (i modsætning til en illustration).

### Ukrainske dokumenter fra hackere
Den 11. oktober 2014 offentliggjorde den ukrainske anti-Kijev hackergruppe CyberBerkut dokumenter, der angiveligt stammer fra det ukrainske forsvarsministerie. CyberBerkut har under borgerkrigen i Ukraine løbende bragt dokumenter fra det ukrainske forsvarsministerie, bl.a. omkring skjulte tabstal på slagmarken.
I et dokument dateret d. 7. august og angiveligt underskrevet af oberst Igor Zorin, leder af Ukraines luftforsvar, påstås at et fragment fundet på nedstyrtningsstedet er fra et 9M38 jord til luft-missil, der bruges af BUK M1 systemer. På den baggrund beskylder CyberBerkut undersøgelseskommissionen for at have et særligt forhold til de ukrainske myndigheder.
I følge Russia Today har den russiske hær alene Buk-M1-2 og Buk-M2 systemer, der er systemer udviklet efter 1991 hvor Ukraine blev selvstændigt.

### Flyvelederen Carlos på Twitter
Opdateringer fra en Twitter-konto (@spainbuca) fik kort efter nedstyrtningen meget opmærksomhed på russiske medier og beskyldte det ukrainske indenrigsministerie og ukrainsk militær direkte i nedskydningen med to militærfly.
Troværdigheden er stærkt omdiskuteret. Kontoen er nu slettet, men skulle have tilhørt en spansk flyveleder, der arbejde i Kijev Boryspil kontroltårnet. Tweets fra denne konto beskylder direkte Kijev-myndighederne for en overlagt nedskydning planlagt af indenrigsministeren med medvirken af ukrainsk militær (uden om forsvarsministeren).
Et interview med spanske Russia Today fra 8. maj 2014 (før nedstyrtningen) har efterfølgende fået opmærksomhed som validering af personens eksistens. I interviewet oplyser en anonymiseret Carlos fra Madrid, at han er blevet truet af Maidan-tilhængere og har forladt Kijev, hvor han angiveligt har arbejdet i 5 år, med sin familie af sikkerhedsgrunde. Pro-Kijev-sider har oplyst det i henhold til ukrainsk lov ikke er muligt for udlændinge at arbejde som flyveledere, hvilket er imødegået med dobbelt statsborgerskab.
En bruger på LiveLeak kritiserede 20. juli russiske (stats) medier, herunder Russia Today, for at "bide på krogen" i hvad der var en "falsk Kreml-historie" og hælde benzin på bålet ved at referere til Sibirian Air Flight 1812 i deres dækning.
En YouTube-video, der af privatlivshensyn er nedtaget, bliver personens identitet afsløret og knytter Carlos til Bukarest og USA med insinuationen, at han lever et dobbeltliv og mysteriet består.

### Lækkede satellitfotos
Den 13. november 2014 bragte den russiske Kanal 1 lækkede satellitbilleder fra en amerikansk eller engelsk satellit, der viser en Mig-29 som nedskyder MH17. I udsendelsen vises den email, som satellitfotoet er afsendt fra. BuzzFeedNews tog herefter kontakt til afsenderen, der havde sendt billederne for at få dem undersøgt - ikke offentliggjort. "Satellitfotoet" er konstrueret ved hjælp af Google og andre kortudbydere og flygrafik fra Malaysia Airlines egen hjemmeside. "Fotoet" stammer oprindeligt fra et mindre russisk debatforum, hvor det er krediteret som lækket fra det russiske forsvarsministerie af en ny bruger den 15. oktober.
Billedet er flere gange i vestlige medier efterfølgende anvendt som eksempel på [statsproduceret] russisk propaganda.

## Dusør
Den 17. september har et tysk firma, der undersøger bedrageri, på vegne af en anonym klient udsat en dusør på 30 millioner dollars (ca. 173 millioner kroner) for information og beviser om de ansvarlige bag attentatet eller ulykken. Den 24. november 2014 blev dusøren forhøjet med yderligere 17 millioner dollars til i alt cirka 280 millioner kroner.
Forhøjelsen skete med begrundelse i, at rapporten fra BND (se Hemmelig tysk rapport) betragtes som "skrald" og klienten også ønsker information om "hvordan opklaring er blevet forhindret i forskellige lande" og "leder efter en ny Edward Snowden".
Spørgsmålene, der ønskes besvaret er:
- Hvem nedskød MH17 den 17. juli?
- Hvem gav ordren?
- Hvem dækker over nedskydningen? (selvom det var en ulykke uden politisk, økonomisk eller militær begrundelse)
- Hvem kan redegøre detaljeret for omstændighederne, der førte til nedskydningen?
- Hvem var direkte involveret i nedskydningen?
- Hvad skete der med de personer, der var involveret og med våbnet efterfølgende?
- Hvem kan navngive personerne, der godkendte nedskydningen?

Pengene vil blive overført til en bankkonto i Schweiz og klienten tilbyder kilden fuld anonymitet og en ny identitet.
Til sammenligning udsatte USA en dusør på $25 mio for oplysninger, der ville lede til Osama bin Ladens tilfangetagelse.
16. juni 2015 oplyste Josef Resch fra efterforskningsbureauet at de havde en informant som han dog ikke kendte identiteten på. Til Spiegel Online fortalte han, at han personligt håbede på klienten ville offentliggøre detaljer, men frygtede informationer ville forblive interne.

## Russiske spørgsmål
Generalløjtnant Andrej Kartopolov, Ruslands forsvarsstabschef, og generalløjtnant Igor Makusjev, Ruslands flyverstabschef, fremlagde d. 21. juli 2014 satellitfotos og flyobservationer for den internationale presse, der efterfølgende blev overdraget undersøgelseskommissionen og Malaysia. Over 30 minutter gennemgik de de russiske informationer efterfulgt af ti spørgsmål til de ukrainske myndigheder   . Sprogbrugen og faktuelle oplysninger følger den russiske fremlægning. Enkelte tilføjede oplysninger til at hjælpe læseren er i firkantede parenteser.
1. Spørgsmål: Hvad var årsagen til afvigelsen? MH17 fløj i sin luftkorridor indtil det nåede Donetsk, hvorefter det afveg med 14 km, for igen at sætte kurs mod korridoren, hvorefter den forsvandt fra radaren.
2. Spørgsmål: Forlod MH17 luftkorridoren pga. en navigationsfejl eller fulgte de instrukser fra ukrainske flyveledere i Dnepropetrovsk?
3. Spørgsmål: Hvorfor var der ukrainsk antiluftskyts i området nær Donetsk, når selvforsvarsstyrkerne [de prorussiske separatister] ikke har fly? På ulykkesdagen havde de ukrainske styrker tre til fire luftværnsbataljoner med BUK-M1-missiler i området fem til otte km fra henholdsvis Lugansk og Donetsk. Disse kan ramme mål inden for 35 km i 25 km højde.
4. Spørgsmål: Hvorfor indsatte Kijev BUK-missilsystemer på grænsen til milits-kontrollerede områder umiddelbart før tragedien? Satellitbilleder fra d. 14. juli viser tre BUK-missilkøretøjer otte km nordvest for Lugansk, to BUK-ildledelsesradarer fem km nord for Donetsk og mindst et BUK-missilkøretøj nord for Donetsk. Disse køretøjer var væk d. 17. juli.
5. Spørgsmål: Hvorfor intensiverede Kijev Kupol-M1-radaraktiviteten på ulykkesdagen? Op til nedstyrtningen fandt sted intensiverede Kijev Kupol-M1 9S18 radaraktiviteten, som er nøglekomponent i BUK-systemerne. Den 15. juli var der syv radarer, d, 16. juli var der otte, d. 17. var der ni, men fra d. 18. juli var der kun to-tre hver dag.
6. Spørgsmål: Hvad foretog et militærfly sig på en rute forbeholdt civil luftfart? Der var tre rutefly i området som foretog regelmæssige flyvninger på tidspunktet. Singapore Airlines København-Singapore kl. 17:17, EVA Airways Paris-Taipei kl. 17:24 og Malaysia Airlines Amsterdam-Kuala Lumpur. Derudover var der et jetfly fra det ukrainske luftvåben, sandsynligvis en Sukhoj Su-25, 3-5 km fra det malaysiske passagerfly. Su-25 er i stand til kortvarigt at flyve i 10 km højde. Standardbevæbning inkluderer R-60 luft til luft-missiler, som er i stand til at låse og ramme mål fra 12 km og som er garanteret træfsikre fra 5 km.
7. Spørgsmål: Hvorfor fløj militærflyet så tæt på passagerflyet? Klokken 17:21:35 var farten på Boeing 777-flyet faldet til 200 km/t og et nyt objekt kunne ses på radaren i fire minutter. En flyveleder forsøgte forgæves at identificere flyet fordi det formentlig ikke havde en IFF-transponder [elektronisk sladrehank], som er et kendetegn for militærfly. Ukrainske myndigheder har tidligere hævdet at der ikke var ukrainske militærfly over nedstyrtningsområdet, men dette er ikke sandt.
8. Der har i vestlige medier cirkuleret en video af et BUK-missilkøretøj, der angiveligt transporteres fra Ukraine til Rusland. Spørgsmål: Hvor blev denne BUK transporteret fra og til? Denne video er en forfalskning og optaget i byen Krasnoarmejsk, hvilket bevises af reklameskiltet i baggrunden med adressen Dnepropetrovsk vej 34. Krasnoarmejsk har været på ukrainske hænder siden d. 11. maj. [Se BUK M-1 transporteres efter nedskydning]
9. Spørgsmål: Hvor er BUK-missilkøretøjet nu? Hvorfor mangler nogle af missilerne? Hvornår har den sidst affyret?
10. Spørgsmål: Hvorfor har USA ikke afsløret beviser til at understøtte deres påstand om at MH17 blev skudt ned af militshæren? USA påstår at de har satellitfotos der beviser at MH17 blev skudt ned af militshæren, men ingen har set disse fotos. Så vidt vi [Rusland] ved var der en amerikansk satellitoverflyvning af Ukraine fra 17:06 til 17:21 Moskva-tid. Denne satellit er en del af et eksperimentalt system til at spore missilaffyringer. Hvis vores amerikanske kolleger har billedmateriale fra denne satellit, bør de frigive det til det internationale samfund, så det kan undersøges i detaljer. Det er måske en tilfældighed, men USAs satellit fløj over Ukraine præcis på samme tidspunkt som det malaysiske passagerfly styrtede ned.[253]

Spørgsmålene er ikke besvaret, men af den foreløbige opklaringsrapport fremgår at MH17s ruteafvigelse skyldes at piloterne havde bedt om at navigere uden om dårligt vejr.
Ruslands viceforsvarsminister Anatolij Antonov har tidligere, d. 18. juli, stillet ti spørgsmål til de ukrainske myndigheder:
- Umiddelbart efter nedstyrtningen bebrejdede de ukrainske myndigheder separatisterne. Spørgsmål 1: Hvad var beskyldningerne baseret på?
- Spørgsmål 2: Kan Kijev i detaljer forklare hvordan det bruger Buk-missilsystemer i kampområdet? Og hvorfor var disse systemer indsat, når separatisterne ikke har fly?
- Spørgsmål 3: Hvorfor arbejder de ukrainske myndigheder ikke på at etablere en international kommission? Hvornår vil denne kommission begynde sit arbejde?
- Spørgsmål 4: Vil Ukraines væbnede styrker være villige til at lade internationale observatører se lagerbeholdningen af deres luft til luft- og jord til luftmissiler, inklusive de der anvendes af mobile affyringsramper?
- Spørgsmål 5: Vil den internationale havarikommission få adgang til sporingsdata fra pålidelige kilder om ukrainske militærflys bevægelser på den tragiske dag?
- Spørgsmål 6: Hvorfor tillod den ukrainske luftfartskontrol flyet at styre mod en "anti-terroroperationszone"?
- Spørgsmål 7: Hvorfor var luftrummet over krigszonen ikke lukket for civil flyvning, især når området kun delvist er dækket af radarnavigationssystemer?
- Spørgsmål 8: Hvad er Kijevs kommentarer til oplysninger fra de sociale medier, angiveligt fra en spansk flyveleder ["Carlos"] som arbejder for Ukraine, om at to ukrainske militærfly fløj i formation med Boeing 777'eren over ukrainsk territorium? [Se Flyvelederen Carlos på Twitter]
- Spørgsmål 9: Hvorfor er den ukrainske sikkerhedstjeneste begyndt på at gennemgå optagelserne af kommunikationen mellem de ukrainske flyveledere og Boeingflyets besætning, og radaroptagelserne fra de ukrainske jordradarer, uden at vente på de internationale havarieksperter?
- Spørgsmål 10: Hvad har Ukraine lært af dets nedskydning af et russisk Tu-154-passagerfly i 2001 [Siberia Airlines Flight 1812]? Dengang nægtede Ukraine at være involveret, indtil uigendrivelige beviser viste at Kijev var ansvarlig.[254]

## Amerikanske beviser og svar
Den 21. juli 2014, kommenterede Marie Harf på vegne af udenrigsministeriet i USA på det fremlagte materiale fra Ruslands forsvarsministerium. USA vurderer med stor sikkerhed at det var et BUK / SA-11, der nedskød MH17, at separatisterne er i besiddelse af systemet som de har fået fra Rusland og at den blev affyret fra separatist-kontrolleret territorium.
Det er USA's sikre vurdering, at der allerede er tungtvejende beviser i offentligheden, især på sociale medier. USA henviser til, at en lydoptagelse lagt på YouTube af det ukrainske efterretningsvæsen SBU afslører, at separatisterne havde missilsystemet allerede d. 14. juli. USA henviser derudover til en statusopdatering fra en separatistleder, der fandt sted kort efter nedskydningen. (30-45 minutter - mangler kilde).
Oplysninger fremlagt af Ruslands forsvarsministerie betragter USA som misinformation og propaganda.
Rusland har tidligere beskyldt USA for kun at kunne understøtte sine påstande med sociale medier og snusfornuft (common sense).

## Reaktioner
Den 17. juli sagde NATOs generalsekretær, Anders Fogh Rasmussen, i en pressemeddelelse at "Det er afgørende, at en international undersøgelse bliver iværksat omgående og ikke møder nogle hindringer, så vi kan få fakta på bordet og dem, som bærer ansvaret, hurtigt kan blive retsforfulgt". Pressemeddelelsen indeholdt oprindeligt også teksten "Omstændighederne bag flystyrtet er stadig meget uklare" som dog er bortredigeret i version af 13. august fra NATOS hjemmeside.
 Den 20. juli 2014 udtalte den amerikanske udenrigsminister John Kerry til en række medier: "Vi har en enormt meget input, der peger fingre. Det er ret klart, at dette var et system fra Rusland som blev overført til separatisterne. Vi ved med sikkerhed, at ukrainerne ikke havde sådan et system nogen steder i nærheden på tidspunktet. Vi ved det, vi fordi vi observerede [med satellit] en [missil]affyring fra området på tidspunktet for nedskydning. [Missil]Banen viser det ramte flyet. Med næsten sikkerhed ved vi også, at separatister umiddelbart efter pralede af at have nedskudt et fly og den såkaldte forsvarsminister fra Donetsk, Igor Strelkov, postede en rapport [statusopdatering] om nedskydningen af et transportfly". Han tilføjede derudover, at USA havde rapporter om fulde separatister, der uden værdighed læssede lig på lastbiler.
Dagen efter sagde Kerry til Reuters at USA også havde opfanget samtaler om overførslen af et SA-11 (BUK M1) missilsystem.
 Den 19. juli 2014 sagde Hollands ministerpræsident, Mark Rutte, at hans første prioritet var at få ofrene hjem og derudover at Putin måtte udøve sin indflydelse og tage ansvar i forhold til oprørerne og vise Holland og resten af verden han ville gøre som forventet af ham.
 De ukrainske myndigheder hævdede kort efter nedskydningen, at det drejede sig om en nedskydning i 10.000 meters højde ved brug af Buk M1-luftværnsmissiler, og at de ansvarlige var separatister i det østlige Ukraine, der havde modtaget militært udstyr fra Rusland.
 Den malaysiske premierminister Najib Razak havde kort efter nedskydningen telefonsamtaler med den amerikanske og ukrainske præsident. På et pressemøde sagde han at den ukrainske regering mente flyet blev skudt ned, men at Malaysia ikke var parat til at udtale sig om årsagen. Den amerikanske præsident var enig med Jajib i, at undersøgelsen ikke vile være skjult og et internationalt hold skulle have adgang til nedstyrtningsstedet.
I følge Najib havde den ukraniske præsident lovet der ville være en 'fuld, grundig og uafhængig undersøgelse' og malaysiske myndigheder kunne deltage.
 Danmarks udenrigsminister Martin Lidegaard sagde den 20. juli at alt pegede på at prorussiske separatister stod bag nedskydningen med missiler fra Rusland.
 Sveriges udenrigsminister Carl Bildt sagde morgenen efter nedskydningen, at det højst sandsynligt var separatister der havde nedskudt MH17 med avancerede våben modtaget fra Rusland inden for de sidste par uger.
 Den 27. juli 2014 bragte det tyske magasin Der Spiegel en collage af ofre på forsiden med teksten "Stop Putin Nu!" og placerede i lederen ansvaret for nedskydningen direkte hos Ruslands præsident, Vladimir Putin. Forsiden og lederen udløste en mængde kritik fra læserne for krigsmageri. 9. september udtalte det tyske pressenævn (Presserat) kritik af forsiden for at udnytte ofrene til politiske formål.
Ruslands præsident Vladimir Putin har i en udtalelse skudt skylden for nedskydningen på Ukraine, som følge af den ukrainske offensiv mod oprørerne i regionen. Den russiske internetavis Pravda hævdede, at flyet er skudt ned af Ukraines væbnede styrker, idet nedskydningen alene kunne være sket med et S-300 eller et Buk-missil og at oprørerne ikke er i besiddelse af disse våben. Pravda har rettet skarp kritik mod vestlige medier for at drage forhastede konklusioner baseret på løse rygter, og har selv viderebragt en teori om, at Ukraine nedskød flyet i den tro, at det var præsident Putins fly. Russia Today har i den forbindelse angrebet vestlige medier for at fremstille en sørgende separatist, der holder et tøjdyr fra et omkommet barn, som en tyv med et trofæ.
 Australiens premierminister Tony Abbott har fordømt nedskydningen og har offentligt meddelt, at der er tale om en nedskydning med et russisk våben fra et russisk kontrolleret område med russisk støttede separatister og at Rusland derfor "ikke kan vaske sine hænder". Australien udarbejdede et udkast til resolution til vedtagelse i FN's sikkerhedsråd, der fordømmer nedskydningen og kræver, at de ansvarlige bliver bragt til ansvar og at staterne i området pålægges at samarbejde om en international undersøgelse, ligesom alle bevæbnede grupper i området pålægges at give adgang til nedstyrtningsområdet. Efter at Sikkerhedsrådet vedtog resolutionen udtalte Abbott, at der efter en forbrydelse altid vil være nogen, der dækker over den, og at verden har været vidne til bortskaffelse af beviser i et "industrielt omfang".
 Tidligere udenrigsminister Uffe Ellemann-Jensen har på TV2News sagt at det er 99% sikkert at pro-russiske separatister har nedskudt flyet med udstyr leveret fra Rusland. I forbindelse med sin rolle som kommentator af NATO's topmøde skærpede han udtalelsen yderligere og til at dette var en kendsgerning.
 Daværende leder af FNs menneskerettighedskommission, sydafrikanske Navi Pillay, vurderede nedskydningen af MH17 kunne være en krigsforbrydelse.
 Lederen for det hollandske hold af tre undersøgere, der først ankom til nedstyrtningsstedet var imponeret over den indsats separatisterne havde gjort på stedet.

### Dækning i medier umiddelbart efter nedskydning
Den engelske avis The Sun havde dagen efter nedskydningen et billede af vragrester på forsiden med hovedoverskriften 'Putins missil' og underteksterne 'mindst (..) 6 briter mellem 295 døde', 'Ukrainske oprørere bevæbnet af Moskva', 'Verdens vrede rettes mod russisk leder'. 
International Business times, der er verdensomspændende digitalt medie med primær base i England og USA skrev den 17. juli 2014 om nedskydningen under overskriften 'Malaysia Airlines MH17: Boing 777 'nedskudt' af russisk separatist jord-til-luft missil i Østukraine'.
Det engelske avis, The Daily Mail, skrev samme dag en artikel med titlen 'Boldet på Putins hænder' og i et afsnit af artiklen 'I mens har den russiske bjørn, der stadig lader som om den er en uskyldig part med blodet dryppende fra sine poter, stødt begyndt at opbygge sine tropper på græsen'.
The New York Times bragte den 17. juli historien 'Ukraine siger russisk fly nedskød jagerfly' hvor den ukrainske talsmand, Andriy Lysenko, er citeret for at sige at et russisk militærfly havde nedskudt et ukrainsk Su-25 jagerfly dagen tidligere. I artiklen refereres beskyldninger fra Ukraine om at Rusland om mandagen, den 14. juli, have nedskudt et An-26 militær transportfly i en højde af 21.000 fod (6,5 km) og en amerikansk embedsmand oplyser at "Kun meget sofistikerede våbensystemer er i stand til at nå denne højde". Et An-26 blev skudt ned tre dage før i en højde af 6,5 km tæt på grænsen til Rusland.

## Retssager

### Erstatningskrav mod Ukraine
En tysk advokat og professor i luftfartslov, har oplyst at han på vegne af familierne til tre af de fire tyske ofre, vil sagsøge Ukraine for mindst 1 million euro pr. omkommet foran Den Europæiske Menneskerettighedsdomstol for drab ved forsømmelighed i 298 tilfælde. En af de pårørende har efterfølgende anlagt sag med krav om erstatning på 800.000 euro for uagtsomt manddrab begrundet i at de ukrainske myndigheder ikke lukkede luftrummet for at få indtægter for overflyvning.
Ukrainske myndigheder var angiveligt anmodet af Europol om at lukke luftrummet over krigsområdet, på baggrund af, at oprørerne allerede havde nedskudt over 20 fly, blokerede for radiokommunikation og at ukrainske og russiske luftfartsmyndigheder ikke samarbejdede.
Den 10. oktober oplyste Reuters at en advokat for de pårørende ville sagsøge den hollandske regering for at de afdøde jordiske rester fik lov at ligge på markerne i Østukraine i dagevis efter flystyrtet. I følge ham, havde de været for sløve og negligeret at komme frem til ulykkesstedet hurtigt, hvilket burde have været muligt.

### Russisk veto mod FN-domstol
Den 29. juli 2015 nedlagde Rusland veto i FN's Sikkerhedsråd mod et forslag om at nedsætte en international domstol til at straffe de mistænkte i nedskydningen af MH17.
Forslaget var stillet af Malaysia, Australien, Holland, Belgien og Ukraine.
Af FN's 15 medlemmer stemte elleve lande for, mens tre afholdt sig fra at stemme. For: Frankrig, Storbritannien, USA, Tchad, Chile, Jordan, Litauen, Malaysia, New Zealand, Nigeria og Spanien. Undlod at stemme: Kina, Angola og Venezuela.
USA's ambassadør til FN's Sikkerhedsråd, Samantha Power, fremlagde flere personlige historier for ofre og sagde deres tab var umådeligt. De som havde begået den "ubeskrivelige forbrydelse kunne ikke forblive unavngivet og ustraffede" og USA havde derfor støttet resolutionen. Forsøg på at forhindre retfærdighed havde kun intensiveret smerten for de pårørende, som da russisk-støttede separatister forhindrede adgang til nedstyrtningsstedet og den russiske veto. "Rusland har hjerteløst ignoreret ramaskriget i de sørgende nationer", sagde hun og at "intet veto vil stå i vejen for at denne uhyrlige forbrydelse bliver efterforsket og retsforfulgt".
Litauens repræsentant sagde at det russiske veto foreløbigt havde forhindret gerningsmændene i at blive retsforfulgt og beskyldte den russiske delegation for at opføre sig som om de havde noget at skjule. "Russisk-støttede illegale bevæbnede grupper havde kontrolleret nedstyrtningsstedet og pillet ved beviser samt forhindret adgang for internationale eksperter og OSCE", sagde han. Nedskydningen af MH17 var en bevist handling og en trussel mod den internationale sikkerhed og stabilitet. Det var den uhindrede trafik af våben, lejesoldater og russiske tropper ind i Ukraines suveræne territorie, der havde skabt forudsætningerne for denne tragedie.
Kinas repræsentant udtrykte sin sympati med de pårørende og involverede lande. Han sagde at Kina fra starten havde støttet en tilbudsgående og uafhængig undersøgelse. Fokus burde være på retfærdighed og ende i straffrihed. Konsensus om resolutionsforslaget ville have sendt et positivt signal, mens et splittet Sikkerhedsråd hindrer at årsagen findes. Kina afstod derfor fra at stemme.
Frankrigs repræsentant sagde at han dybt beklagede at forslaget blev forkastet. Han havde støttet det fra starten for at kæmpe mod straffrihed for de skyldige, men ville fortsat forfølge retfærdighed og at [de skyldige] blev stillet til ansvar.
Chiles repræsentant sagde han havde ønsket Sikkerhedsrådet havde sendt en samlet besked til ofrenes pårørende. Chile havde støttet forslaget, fordi retfærdighed og forsoning var kerneværdier i Chile.
Storbritanniens repræsentant sagde han var dybt "bedrøvet, skuffet og frustreret" over at forslaget blev forkastet. Ruslands veto var respektløst overfor ofrene. Det var skadeligt at Rusland havde besluttet at blokere for den bedste vej til retfærdighed, men Ruslands veto ville ikke forhindre den i at ske fyldest. "Forbrydelsens gerningsmænd skal ikke finde trøst i Ruslands handlinger i dag", sagde han.
Venezuelas repræsentant udtrykte igen sin sympati med de pårørende og sagde "Retfærdigheden vil ske fyldest". Venezuela afstod dog fra at stemme på grund af de "politiske elementer" der kunne hindre undersøgelsen. Forslagets juridiske elementer var for vidtgående i forhold til den tidligere resolution og at beskrive hændelsen som en trussel mod international fred og sikkerhed var "improviseret". Sikkerhedsrådet havde ikke mandat til at nedsætte en domstol. I resolution 2166 (2014) var det blevet aftalt at gennemføre en gennemsigtig og upartisk undersøgelse af tragedien; undersøgelsen af årsagerne og søgen efter gerningsmændene var i gang. "Vi må ikke forgribe [undersøgelsens gang] eller nå konklusioner der er ubegrundede", sagde han.
Angolas repræsentant fordømte nedbringelsen af MH17 og understregede behovet for at holde gerningsmændene til ansvar. Hans land afstod fra at stemme fordi han mente resolution 2166 (2014) gav tilstrækkeligt rum til en grundig og uafhængig undersøgelse. Derudover var nedsættelse af en international domstol at forgribe begivenhedernes gang, på grund af den igangværende undersøgelse. Sikkerhedsrådet skulle fokusere på at involvere organisationen tættere i undersøgelsesprocessen.
Nigerias repræsentant sagde at forslaget ville have sendt en klar besked om at det internationale samfund ikke tolererer trusler mod civil luftfart. Dagens resultat havde synliggjort behovet for Sikkerhedsrådet om at etablere standarder for sager af kritisk betydning som denne.
Jordans repræsentant sagde hendes land havde støttet en international domstol og selvom det ikke var blevet vedtaget måtte bestræbelserne på at nå enighed fortsætte.
New Zealands repræsentant sagde at enigheden fra resolution 2166 (2014) ikke var bevaret, hvilket var "dybt dybt skuffende". Sikkerhedsrådet havde svigtet de pårørende og sig selv. Sagen kunne ikke ses som nuancer af grå, "enten følger vi en sti hvor man stilles til regnskab, ellers er der straffrihed". At resultatet var sket på baggrund af veto var særligt beklageligt.
Hollands udenrigsminister sagde at "Vi kom i Sikkerhedsrådet med ønsket om at se retfærdigheden ske fyldest på den mest effektive, uafhængige og legitime måde med størst mulig chance for succes". Han var dybt skuffet over Ruslands veto. "Vi lyttede nøje til Ruslands argumenter og bekymringer og vi har lavet en mekanisme der er hævet over politik", sagde han.
Australiens udenrigsminister sagde at af de 39 australske ofre var seks børn, to religiøse ledere, to læger, lærere, en skønlitterær forfatter og en rumfartsingeniør. Det var "ubegribeligt at Sikkerhedsrådet nu ville gå bort fra at holde dem der nedbragte flyet til regnskab". Ruslands veto var en hån mod resolution 2166 (2014), men Holland var fast besluttet på at stille gerningsmændene til ansvar og ville med de andre medlemmer af den fælles undersøgelseskommission beslutte sig for en alternativ metode til retsforfølgelse.
Ukraines udenrigsminister sagde at dagen ville blive husket for den manglende støtte til at sikre retfærdighed og modstand mod straffrihed. Så snart Ukraine havde hørt nyheden om nedstyrtningen havde den ukrainske regering øjeblikkeligt igangsat redningsarbejde. Ukraine havde søgt en uafhængig og grundig undersøgelse gennem nedsættelsen af en domstol. "Der er ingen grund til at modsætte sig dette skridt med mindre man er en af gerningsmændene", sagde han og "Ruslands rolle i konflikten i Ukraine er velkendt og [Ruslands] veto skal ses i det lys".
Ruslands FN-ambassadør Vitalij Tjurkin, sagde at Rusland havde gjort alt i sin magt for at sikre en hurtig vedtagelse af resolution 2166 (2014) og en uafhængig og grundig undersøgelse. Andre lande havde arbejdet uden for Sikkerhedsrådet gennem bilaterale aftaler med Ukraine. Rusland havde fremlagt al information til de hollandske undersøgere, men desværre var russiske eksperter ikke fået lige adgang til information.
På grund af den lukkede strafferetlige undersøgelse satte Tjurkin spørgsmålstegn ved om den ville være grundig og upartisk. Ruslands alternative forslag der skulle fremme en ægte international uafhængig undersøgelse var stadig på bordet.
Rusland støttede ikke oprettelsen af en international domstol, da den tidligere resolution ikke havde vurderet nedbringelsen af MH17 som en trussel mod den internationale fred og sikkerhed. Derudover var erfaringerne fra retssager omkring det tidligere Jugoslavien ikke positive. Da Ukraine nedskød et russisk fly og da USA nedskød et iransk fly blev der ikke krævet en international domstol, ligeledes havde reelle trusler mod sikkerheden som pirateri ikke fået Sikkerhedsrådets opbakning. Ruslands position var ikke en støtte til straffrihed.
Resolutionsforslaget var fremsat velvidende at der ville blive nedlagt veto. "Dette viser os at politiske bevæggrunde er vigtigere end praktiske målsætninger, hvilket naturligvis er beklageligt. Rusland er parat til at samarbejde om en fuld, uafhængig og objektiv undersøgelse af årsagerne og omstændighederne for nedstyrtningen", sagde han.
Rusland havde forinden afstemningen oplyst de ville nedlægge veto og foreslå en anden resolution, der ville kræve retfærdighed for ofrene men uden at nedsætte en FN-domstol og i øvrigt fastholde resolution 2166 (Se FN-resolution ). Rusland har tidligere begrundet sit veto med en række kritikpunkter omkring dels undersøgelsesformen, Ruslands involvering, udpegning af dommere, politisering af hele processen, manglende fortilfælde og erfaringer fra tidligere nedsatte FN-domstole.
To måneder efter i forbindelse med FN topmødet i New York oplyste den ukrainske præsident at medlemmerne af den fælles undersøgelse havde aftalt at samarbejde om at straffe bagmændene bag nedskydningen.

## Uofficiel russisk analyse af nedskydning
Den Russiske Fagforening for Ingeniører har sammensat en ekspertgruppe, der på baggrund af det tilgængelige materiale har udarbejdet en analyse af årsagen til nedstyrtningen. Analysen blev offentliggjort d. 15. august 2014. Gruppen var sammensat af bl.a. pensionerede officerer med kamperfaring i jord til luft-missiler og af piloter med erfaring i brug af luft til luft-missiler.
Analysen behandler i detaljer de to mest udbredte hændelsesforløb, som internationale eksperter og specialister finder sandsynlige. Disse er at
1. MH17 blev skudt ned med et jord til luft-missil, såsom et Buk M1, eller
2. MH17 blev skudt ned af et eller flere fly med missil og/eller maskinkanon.

### Mulighed 1: Jord til luft-missil fra Buk M1.
Et Buk M1 luftværnssystem anvender missiler af typen 9K37M1, der affyret mod en Boeing-777 har 80-95% sandsynlighed for at ramme målet. Sandsynligheden for øjeblikkelig destruktion i luften, som er tilfældet med MH17, er 40-60 %.
Gruppen finder satellitfotos, fremlagt af det russiske forsvarsministerie, af ukrainske Buk-systemer med separate radarsystemer af typen Kupol 9C18, for objektive og troværdige. Kupol 9C18 kan spore mål i 10 km højde på 45 km afstand.
Muligheden hvor MH17 blev skudt ned af en Buk M1 med hjælp fra jordradar vurderes derfor at være teknisk mulig, men analysen vurderer det er usandsynligt af flere årsager. Blandt disse er, at affyring af missilet kan høres på op til 10 km afstand og missilet efterlader et spor i luften, der er synligt i op til 10 minutter.
Lokale vidner burde derfor have hørt, set og filmet selve affyringen, men vidneforklaringer har hovedsageligt beskrevet lyden af en eksplosion og derefter at flydele og omkomne faldt ned fra himlen. Den Russiske Fagforening for Ingeniører konkluderer derfor der er ’meget alvorlige udfordringer’ ved denne forklaring.

### Mulighed 2: Militærfly
Gruppen vurderede fremlagte radarobservationer fra det russiske forsvarsministerie med tilstedeværelsen af et militærfly, hvilket understøttes af flere øjenvidner, der hævder de har set eller hørt militærfly. Militærfly af typen MiG-29 og Su-25 er identiske på en radar og Ukraine besidder begge flytyper. Den relevante forskel i forhold til nedskydningen af MH17 er, at MiG-29 med lethed kan nå 10 kilometers højde og har en hastighed over 2000 km/t, mod den langsommere Su-25. Ifølge gængse oplysninger har Su-25 en tophøjde på 7 km, men efter MH17 florerer der historier på de russiske medier om at det kan nå 10 km højde i en kort periode.
Af et tysk onlineleksikon over fly fremgår at SU-25 har en maksimal operationel tophøjde på 7,5 km, mens den maksimale højde nået under en prøveflyvning er 14,6 km. Af håndbogen "Flugzeuge der Welt" fra 1984 angives maksimalhøjden til over 10 km. 
Begge flytyper har egne radarer og kan derudover modtage informationer fra de nævnte Kupol 9C18 radarsystemer på jorden, som også kan styre missiler afskudt fra fly. Begge fly har en maskinkanon der kan ramme fly på op til 800 meters afstand og har mulighed for målsøgning med lasersigte.
Analyse af billeder af skader på vinger og dele af cockpittet er i overensstemmelse med en maskinkanon, mens andre skader på skroget stemmer overens med et missil.
Vejrforholdene gjorde det muligt for et militærfly at angribe Boeing-777, uden at det kunne ses fra MH17 eller fra jorden, på grund af skyer.

### Konklusion af undersøgelsen
Undersøgelsen konkluderer på baggrund af ovenstående og andre forhold, at årsagen til styrtet er, at MH17 blev skudt ned af et militærfly.
Militærflyet havde næsten kollisionskurs mod MH17 og affyrede sin maskinkanon mod cockpittet før besætningen kunne reagere. Dekompression af cockpit og andre skader dræbte besætningen øjeblikkeligt, men ingen kritiske komponenter blev ramt og MH17 fortsatte derfor sin kurs på autopilot, hvilket er normalt. Militærflyet positionerede sig på ny og affyrede et eller flere missiler der ødelagde MH17.
Analysen kritiserer skarpt Ukraine, Holland, Belgien og Australien for at indgå en hemmeligholdelsesaftale omkring den officielle undersøgelse. Analysen anbefaler der foretages en uvildig, omfattende og objektiv interviewundersøgelse af de tusindvis af beboere, der bor i området, for at de rigtige omstændigheder om styrtet af Malaysia Airlines Boeing 777 kan opklares.

## Russisk rapport: Israelsk luft til luft-missil
Den 14. juli 2015 blev en russisk udarbejdet rapport om nedskydningen offentliggjort på LiveJournal. Rapporten konkluderer at MH17 blev nedskudt af et israelsk-produceret Python luft til luft-missil. Detaljer følger.

## Teorier om MH17 i russiske medier
Det amerikanske magasin, The New Republic, bragte 20. juli en kritisk artikel af den russiske mediedækning med titlen "Den russiske offentlighed har en fuldstændig anderledes forståelse af hvad der skete med MH17" og underteksten "Og det er et større problem end du tror", hvor det med ironisk distance gennemgår hvad der kan karakteriseres som konspirationsteorier når de præsenteres i overskriftsform.
Historierne er senere udsendt via Reuters og viderebragt af danske medier, bl.a. Politiken.

### Passagererne på MH17 var allerede døde inden nedskydning
Historien stammer fra et interview med den militære leder Igor Strelkov dagen efter nedstyrtningen og er bagt på russisk site med fokus på Ukraine/Rusland konflikten. I interviewet refererer Strelkov til han har talt med to lokale, der har medvirket til at flytte ofre fra nedstyrtningsstedet og understreger informationer skal tages med forbehold og retsmedicinere skal foretage den endelige afgørelse.
Lokale har sagt at flere af ligene var døde for et par dage siden baseret på manglen af blod og ligstank kun 30 minutter efter nedstyrtningen. Hvad angår piloterne, så var disse naturligvis i live inden nedstyrtningen og kabinen var fyldt med deres blod.
I en video senere langt på YouTube gennemgår en journalist billeder taget ca. 20 minutter efter nedstyrtningen. En del af disse lig er helt eller delvist afklædte, mangler blod og lugt af lig- og kemikalier. Angiveligt har hun taget sd-kort fra mobiltelefoner og kamera, der kun indeholdt billeder fra 2013.
Af appendix N til den officielle undersøgelsesrapport fremgår at ofre for flystyrt ofte findes delvist afklædt da luften river tøjet af. I dette tilfælde blev passagererne udsat for en luftstrøm på omkring 900 km/time, hvor orkanen Katrina til sammenligning havde maksimalt 282 km/time. Passagererne har desuden oplevet en øjeblikkelig temperaturforskel på 60 grader, der påvirker blodomløbet .

### MH17 afveg fra den officielle rute
De 14 dage forinden nedskydningen havde MH17 anvendt luftruter længere sydpå og dermed undgået krigszonen. Valget af den nordligere rute og yderligere afvigelse fra ruten gav anledning til spekulationer.
Dette blev kort efter styrtet præsenteret som en konspirationsteori idet Reuters refererede den malaysiske transportminister d. 19. juli for at understrege at flyet aldrig afveg fra sin fastlagte rute. Rusland fremlagde afvigelsen (fra den nordlige rute) som et faktum i deres gennemgang af radarobservationer to dage senere og spurgte om årsagen. I den foreløbige opklaringsrapport angives at MH17 afveg fra ruten med ca. 14 km (ca. 6 km. på nedskydningstidspunktet), på grund af besætningens ønske om at undgå dårligt vejr.

### Ukrainsk militær forvekslede MH17 med Putins fly
I følge Russia Today rapporterede Interfax, der citerede en anonym kilde, kort efter nedstyrtningen, at præsident Putins fly havde fløjet på næsten samme rute. Kilden skulle have sagt til Interfax at "Kontur og dimensioner på flyene ligner hinanden og fra afstand er farverne næsten identiske". Russia Today bringer i sin artikel billeder af de to fly.

### Ukrainsk militær havde luftforsvar i området
Artiklen er fra det russiske LifeNews dagen efter nedstyrtningen og citerer det russiske forsvarsministerie for at det ukrainske militær havde indsat to langdistance antiluftskyts-batterier af typen S-200 og tre mellemdistance batterier af typen BUK M1. Forsvarsministeriet gennemgik dette to dage efter foran verdenspressen, se Russiske Spørgsmål.

### MH17 var i virkeligheden MH370 og CIA stod bag
Denne teori stammer fra en russisk blogger, der med egne ord er anti-autoritetstro overfor regeringen og har en forpligtelse til at bringe sandheden. På sin blog bringer han et gæsteindlæg, der er en personlig version af begivenhederne, baseret på hvad [hun] kunne finde på internet.
Politiken har 9. september 2014 bragt teorien i en artikel uden kilde eller forfatter under titlen "Russiske konspirationsteorier spirer om MH17-flyet".
Teorien er i korte træk, at flyet blev kapret i marts, dvs. Malaysia Airlines Flight 370. Det blev herefter taget til den amerikanske militærbase i Diego Garcia og senere overført til Holland hvorfra det fløj mod Malaysia. Ombord var kun lig, bortset fra (muligvis) piloterne. Hvis der var piloter sprang de ud med faldskærm, ellers styrede autopilot. Flyet blev enten skudt ned eller sprængt i luften af en bombe placeret af CIA ("som de også gjorde 11. september 2001"). Ombord var friske falske pas, som forklarer hvorfor passene så nye ud på billeder taget på nedstyrtningsstedet. Motivet var at starte en krig mod Rusland.
Teorien fremlægges ikke af bidragsyderne som "den fulde sandhed", men læseren opfordres til at overveje mulighederne. Hvorfor var der kun var et enkelt bogstav til forskel i registreringsnumrene på MH17 og MH370? (henholdsvis 9M-MRD og 9M-MRO) og hvorfor havde Holland udstedt ugyldige hullede hollandske pas? [som ses på billeder]. Om folkemilitsen havde hullet passene for at ugyldiggøre passene inden overdragelse melder historien intet om.
En uge efter opstod mere veludviklede teorier over forbindelsen mellem MH370 og MH17.

### CIA-agent David L. Stern med BUK
På årsdagen for nedskydningen blev en afskrift af aflyttede telefonsamtaler offentliggjort via en engelsk internetside til offentliggørelse af pressemeddelelser. Med afskriften blev en mindre del af lydfilen også gjort tilgængelig. Lydfilerne påstås at være udleveret af tidligere SBU-chef, Valentyn Nalyvaitjenko, der blev afskediget d. 18. juni 2015.
Afskriften omhandler seks samtaler i perioden 25. juni til 15. juli 2014, hvor den amerikanske freelance BBC- og Global Post-journalist i sin [yderligere] egenskab af CIA-agent, David Loyd Stern, taler med en anden person om, hvad der kan udledes til at være planlægning af nedskydningen af et passagerfly med en BUK i samarbejde med ukrainere.
Den 11. august 2015 offentliggjorde den russiske tabloidavis, Komsomolskaja Pravda, de fulde optagelser med russisk oversættelse hvori den anden person identificeres til at være amerikaneren, David Hamilton.
Historien fik dagen efter international opmærksomhed som en eksemplificering på russisk propaganda, med optagelser, der var åbenlyse fabrikationer af russere [muligvis FSB] med utilstrækkelig viden om sproglige forskelle. Den 29. august bragte den russiske internetavis, Pravda, historien uden fokus på kildekritik, men med omtale af David L. Sterns tidligere arbejde i bl.a. Tjetjenien og insinuationer om at han kunne være agent.
I Komsomolskaja Pravdas interview afdækkes dog en mere omfattende teori, hvor BUK-nedskydningen kun er et delelement, se Operation 17.17.
Den 13. august, dagen efter det anerkendte amerikanske Foreign Policy, havde bragt historien kritiserede det russiske engelsksprogede Sputnik News i skarpe vendinger FP for ved at dykke ned i den farlige verden af russiske tabloidmedier at forsøge at påvirke den russiske offentlige mening og miskreditere al russisk presse som "propaganda". FP har for første gang både oversat artiklen til russisk og tweeted den på russisk, hvorfor de har fundet den vigtig for den russiske offentlighed. Sputnik retter herefter en skarp kritik mod FPs egen kildekritik, fortielser fra originalen og beskriver hvordan organisationen og personerne bag betragtes som utroværdige af den russiske presse. Ligeledes skriver FP ikke at originalartiklen afsluttes med at KPs redaktør skriver han ikke tror på afsløringen..

### Operation 17.17 - Bomber placeret i MH17
Den 11. august 2015 bragte den russiske tabloidavis Komsomolskaja Pravda et interview med en navngiven privatdetektiv og tidligere bodyguard, der sagde han via sine kilder i FSB havde beviser på CIA’s involvering i nedskydningen af MH17.
CIA havde placeret bomber bag instrumentbrættet i MH17 og i lastrummet tæt på motorerne, der blev udløst elektronisk. Dette skulle ske samtidigt med nedskydningen med et BUK jord til luft-missil. Affyringen af BUK skulle dække over bomberne, men missilet alene risikerede at ramme forbi. Det blev planlagt af to amerikanske CIA-agenter, se CIA agent David L. Stern med BUK, som var blevet aflyttet under planlægningen.
Udover bevis i form af optagede samtaler er der eksplosionsundersøgelse af vragrester, optagelser af koordinering mellem pilot på Su-25 (citeres som Su-27 i artiklen) og kontroltårn. Derudover er der en video optaget på mobiltelefon i BUK-kontrolrummet under affyringen. Disse øvrige beviser blev dog ikke offentliggjort.
Operationen var navngivet 17.17 efter dato og flyruten. Det skete med medvirken fra Holland, USA og Ukraine.
Komsomolskaja Pravda bragte herefter udtalelser fra tre eksperter, hvoraf den ene er chefen for Ruslands egen undersøgelseskommission. Ingen af eksperterne finder teorien eller de [såkaldte] beviser sandsynlige, men hælder til dels til forklaringen fra Almaz-Antej. Se Våbenfabrikant om BUK-nedskydning.

## Tidligere angreb med militært udstyr på civile passagerfly
Såfremt der er tale om en utilsigtet eller tilsigtet nedskydning af militær karakter, føjer nedskydningen sig til en række tidligere angreb på civile passagerfly på udenrigsruter efter 2. Verdenskrig, heraf tre over sovjetisk/russisk luftrum/nærområde:
- Cathay Pacific DC-4 nedskydningen i 1954, ved Hainan, kinesisk nedskydning
- El Al Flight 402 i 1955, over Bulgarien, bulgarsk nedskydning
- Libyan Arab Airlines Flight 114 i 1973, over Sinaihalvøen, israelsk nedskydning
- Korean Air Lines Flight 902 i 1978, over Kolahalvøen, sovjetisk nedskydning
- Korean Air Lines Flight 007 i 1983, over Japanske hav, sovjetisk nedskydning
- Iran Air Flight 655 i 1988, over Persiske golf, amerikansk nedskydning
- Sibir Airlines Flight 1812 i 2001, over Sortehavet, ukrainsk missil ude af kurs

## Eksterne links
- Wikimedia Commons har flere filer relateret til Malaysia Airlines Flight 17
- Malaysia Airlines Flight 17 Arkiveret 17. juli 2014 hos  Wayback Machine - Officielle opdateringer fra Malaysia Airlines vedrørende Flight 17
- Billeder og kort over vragrester - baseret på ukrainske oplysninger
- Optagelse fra Grabovo umiddelbart efter nedskydning[1].

|  | Denne artikel kan blive bedre, hvis der indsættes geografiske koordinater Denne artikel omhandler et emne, som har en geografisk lokation. Du kan hjælpe ved at indsætte koordinater i wikidata. |

1. ↑  VIDEO Nye optagelser viser øjeblikket efter MH17-nedskydning, DR, 16. november 2014